# Glosar de termeni politici
Prezentul glosar de politică listează termeni din domeniul politicii, diplomației și dreptului internațional.

## A
- abdicare - renunțare la tron a unui monarh.
- abolire – desființare a unor instituții, stări, uzanțe (exemple: abolirea sclaviei, a monarhiei).
- aboliționism – mișcare politică în favoarea desființării sclaviei negrilor.
- absenteism:

- atitudinea unei persoane, asociații de a refuza participarea la viața politică;
- abținere demonstrativă de la exercitarea dreptului de vot;
- doctrină care susține această atitudine.
- absenteism parlamentar - practică a opoziției care constă în neparticiparea la lucrările parlamentului, cu scopul de a întârzia sau de a împiedica votarea unor legi.[necesită citare]
- absolutism (sau monarhie absolută) - formă de guvernare în care monarhul dispune integral de puterea supremă în stat, deținând simultan puterea executivă, legislativă și judecătorească (vezi și despotism).
- absolutism luminat – variantă a regimului politic de tip absolutist, în care se îmbinau forme medievale de guvernare cu noile idei ale filosofiei iluministe.
- abstenționism[necesită citare]

- abținere demonstrativă de la exercitarea dreptului de vot;
- doctrină care susține această atitudine.
- abținere - nepronunțare, neexprimare a părerii sau a votului; neparticipare la o activitate; prin extensie: vot care exprimă nepronunțarea, neexprimarea părerii în problema supusă dezbaterii; vezi și vot de protest.
- abuz de putere - utilizarea autorității într-un mod care excede limita legii sau a standardelor morale și etice, pentru a controla sau a exploata pe alții.[necesită citare]
- Academia Diplomatică Internațională - organizație internațională neguvernamentală, cu sediul la Paris, creată în 1926, în scopul efectuării de studii asupra principalelor probleme politice cu care este confruntată omenirea.
- acces la documente administrative (libertate de ~, drept de ~) - dreptul acordat oricărui cetățean, într-o societate democratică, în numele transparenței necesare admininstrației, la a putea consulta orice document public sau administrativ, nesupus normelor secretului.[necesită citare]
- acord – înțelegere între două state la încheierea unui act.[necesită citare]
- acord-cadru - înțelegere la nivel înalt între două state, care servește drept cadru pentru convorbiri ulterioare.[necesită citare]
- acord comercial – înțelegere economică între două sau mai multe state cu privire la schimbul reciproc de mărfuri.[necesită citare]
- acord de plăți – document care consemnează înțelegerea între două state cu privire la modalitățile de plată a obligațiilor reciproce (v. și cliring).[necesită citare]
- Acquis comunitar - document care include directivele, regulamentele și deciziile adoptate pe baza unor tratate, care împreună alcătuiesc legislația principală a Uniunii și Comunității Europene; este termenul utilizat pentru a descrie toate principiile, politicile, legislația și obiectivele adoptate de Uniunea Europeană.
- acreditare – împuternicire dată unei persoane prin scrisoare de acreditare într-o calitater diplomatică (ambasador, ministru plenipotențiar).[necesită citare]
- acreditant - stat care acreditează un reprezentant diplomatic.[necesită citare]
- acreditar - stat în care este acreditat un reprezentant diplomatic.[necesită citare]
- acreditat:[necesită citare]

- împuternicit ca reprezentant diplomatic al unui stat pe lângă guvernul unui stat străin;
- (despre ziariști, presă) care este împuternicit pe lîngă o anumită instituție.
- act administrativ - act al unui organ al administrației de stat.
- act constituțional - act normativ prin care se reglementează anumite raporturi sociale fundamentale.
- act terorist – infracțiune care constă în săvârșirea, din motive politice, a unor acte împotriva vieții, integrității corporale a oamenilor de stat, a persoanelor care desfășoară o activitate politică.
- activ - colectiv de membri ai unui partid, ai unei organizații etc, constituit pe lîngă un organ de conducere și care, având pregătire corespunzătoare, îl sprijină în mod sistematic în anumite activități.[necesită citare]
- activism:

- propagandă în serviciul unei doctrine politice sau a unui partid.
- atitudine care pune accentul pe necesitatea acțiunii directe, pe propaganda activă;
- doctrină potrivit căreia spiritul uman trebuie să se bazeze pe acțiune mai mult decît pe principiile teoretice.
- activism pe internet - utilizarea tehnologiei comunicațiilor pentru diferite forme de activism în scopul unei mai rapide comunicări dinspre inițiatori și pentru a livra mesajele unei audiențe mult mai mare; alte denumiri: e-activism, lobby electronic, ciberactivism, e-campanii.

- activist:[necesită citare]

- adept al activismului;
- membru militant, salariat al unui partid sau al unei organizații de masă, care se ocupă (exlusiv) cu munca politică.
- activist cultural - (în socialism) activist care se ocupa cu propaganda politică în domeniul cultural.[necesită citare]
- actor politic - individ, grup, organizație sau instituție care are un rol activ în procesul politic; exemple: partide politice, politicieni, anumite organizații non-guvernamentale.[necesită citare]
- actualitate - mulțimea evenimentelor care se produc în lume și a căror relatare poate deveni articole de presă.[necesită citare]
- acțiune afirmativă - vezi discriminare pozitivă.[necesită citare]
- acțiune directă - manifestarea unui grup care are ca scop să dezvăluie o problemă existentă, evidențând o alternativă, sau să demonstreze o posibilă soluție la o problemă socială.
- aderare - acțiunea de a deveni adeptul al unui partid, al unei mișcări, ideologii etc, cunoscându-le și împărtășindu-le principiile.[necesită citare]
- aderent - (persoană, stat etc.) care își dă consimțământul, care raliază la o acțiune comună, partid, mișcare, alianță, tratat etc.[necesită citare]
- adhocrație - termen care desemnează instabilitatea cronică pe care o cunosc diferitele forme de organizare (economică și socială) ca urmare a impactului societății capitaliste dezvoltate cu revoluția științifico-tehnică, a necesității introducerii unor noi structuri la diverse niveluri de conducere. [necesită citare]
- ad-interim – care e provizoriu, care ține locul titularului.[necesită citare]
- administrație - ansamblul de servicii și agenți însărcinați cu gestiunea afacerilor publice.[necesită citare]

- administrație de stat:

- totalitatea serviciilor publice însărcinate cu aplicarea legilor și a deciziilor guvernamentale;
- formă de activitate (executivă și de dispoziție) a statului pentru realizarea funcțiilor sale;
– totalitatea organelor de stat care îndeplinesc activitatea executivă.
- administrație locală - sistemul de guvernare și gestionare a afacerilor publice la nivel local, adică în unitățile administrative locale, precum comune, orașe și regiuni (sau provincii, județe, după caz).
- administrație militară – conducere, de către autorități militare, a unui teritoriu ocupat în urma unui război.

- adoptarea legilor – dezbaterea și votarea de către organele legislative a proiectelor de lege.[necesită citare]
- ad-referendum - (despre acte, tratate internaționale) care nu angajează un stat în privința semnării actului, tratatului, fiind semnat numai de către un reprezentant diplomatic împuternicit să negocieze.[necesită citare]
- adunare:[necesită citare]

- întrunire a mai multor persoane pentru a discuta unele probleme de interes comun și a lua hotărâri;
- corp deliberant; organ reprezentativ.
- Adunarea Generală a Națiunilor Unite -  una dintre cele cinci organe principale ale Organizației Națiunilor Unite și unica în care toate statele au reprezentare egală și care se reunește în cadrul sesiunilor anuale regulate.
- Adunarea Mondială a Păcii – adunare convocată de Consiliul Mondial al Păcii, ale cărei lucrări au avut loc la Helsinki între 22 și 29 iunie 1955.
- adunare cetățenească - grup format din cetățeni, ales sau selectat aleatoriu, care se reunește pentru a discuta, analiza și oferi recomandări sau soluții cu privire la problemele publice, politici sau inițiative legislative; alte denumiri: consiliu cetățenesc, comitet de cetățeni.
- adunare constituantă – organ reprezentativ, însărcinat cu votarea sau modificarea unei constituții.
- adunare generală - întrunire cu participare generală a membrilor unui partid, ai unei instituții cu scopul controlării, a dirijării activității organelor de conducere. 
- adunare legislativă – organ legislativ suprem care are atribuția de a se pronunța, prin vot, asupra proiectelor de lege.
- adunare națională - întrunire a reprezentanților unei naționalități majoritare dintr-o provincie istorică aflată sub dominație străină.

- advocacy - proces organizat și sistematic de influențare a deciziilor - de exemplu, politicile publice în diverse domenii - care afectează direct viața oamenilor. [necesită citare]
- afacere - caz politic sau judiciar de amplă rezonanță; exemple: Afacerea Dreyfus, Afacerea Watergate, Afacerea Škoda.
- Afacerea Watergate - scandal politic izbucnit la începutul anilor 1970, care a condus la demisia președintelui SUA, Richard Nixon.
- afaceri externe - activitate mai ales cu caracter diplomatic, privind raporturile unui stat cu celelalte state sau cu organismele internaționale.[necesită citare]
- afaceri interne - activitate desfășurată în instituții specializate privind problemele interne ale unui stat.[necesită citare]
- afiliere:[necesită citare]

- stabilire a unor raporturi de subordonare între mai multe societăți;
- (despre organizații, instituții etc.) alăturare unei alte organizații, instituții etc. de același fel, stabilind raporturi de subordonare sau de colaborare.
- agent – angajat al unui organ de stat sau al unei societăți comerciale pentru îndeplinirea unei sarcini permanente.[necesită citare]
- agent de influență - persoană care vehiculează în anumite cercuri opinii (de)favorabile privitoare la un regim politic, la o țară, la o anumită ideologie etc.[necesită citare]
- agent diplomatic – persoană trimisă de un stat într-un alt stat, pentru a-l reprezenta în mod oficial (de exemplu: ambasador, ministru plenipotențiar, însărcinat cu afaceri).[necesită citare]
- agent provocator - persoană care se infiltrează într-un partid sau într-o grupare politică pentru a organiza acțiuni compromițătoare la adresa acestora.[necesită citare]
- agent secret - persoană cu misiuni secrete de informație în domeniul politic, economic, militar, al cercetării judiciare; spion; detectiv.[necesită citare]
- agentură - grupare din interiorul unui stat, al unui partid, aflată în slujba unui stat străin, a unor grupuri financiare sau politice străine.[necesită citare]
- Agenția Internațională pentru Energie Atomică – organizație internațională care are drept scop susținerea utilizării energiei atomice în scopuri pașnice (abreviere: AIEA).
- Agenția ONU pentru Refugiați - vezi Înaltul Comisariat al Națiunilor Unite pentru Refugiați.[necesită citare]
- agenție diplomatică - reprezentanță a unui stat acreditată într-un stat străin.[necesită citare]
- agitator - persoană care îndeplinește sarcini de agitație politică, de lămurire, de antrenare a maselor în vederea unei acțiuni.[necesită citare]
- agitație politică - mijloc folosit de anumite partide de mobilizare a maselor, constând într-o activitate sistematică de difuzare de lozinci, de utilizare a mass-media, a rețelelor de socializare etc[necesită citare].
- agrarian, partid ~ - partid care își propune să apere interesele agricultorilor.[necesită citare]
- agreement - acord, convenție, înțelegere; vezi expresia: gentlemen's agreement.[necesită citare]
- agrement:[necesită citare]

- acord internațional între părți în scopul reglementării raporturilor juridice;
- aprobare dată sau cerută de guvernul unei țări pentru numirea reprezentanților diplomatici.
- agresiune – atacul comis de unul sau mai multe state împotriva altor state.[necesită citare]
- agresiune ideologică – formă a agresiunii care încurajează propaganda de război, de idei extremiste sau în favoarea folosirii unor arme cu distrugere în masă.[necesită citare]
- agresor – stat care săvârșește o agresiune.[necesită citare]
- aide-memoire - notă înmânată personal de un agent diplomatic celeilalte părți în cursul unor convorbiri, care rezumă problema discutată.[necesită citare]
- AIEA - vezi Agenția Internațională pentru Energie Atomică.
- ajutor (umanitar) - totalitatea mijloacelor materiale (alimente, medicamente, haine, bani etc.) oferite gratuit unor populații sau grupuri de persoane aflate în dificultate ca urmare a unor calamități, războaie etc.[necesită citare]
- Al Doilea Război Rece - termen folosit pentru a descrie o stare continuă (din 2014 până în prezent) de tensiuni politice, conflicte economice, cibernetice și militare între blocurile de putere geopolitice opuse, unul  condus de Rusia și China, iar celălalt condus de Statele Unite, Uniunea Europeană și NATO.
- alegător – persoană care are dreptul să voteze la alegerile pentru organele reprezentative.[necesită citare]
- alegeri – desemnare prin vot a persoanelor care urmează să facă parte din organele reprezentative.

- alegeri anticipate - formă de alegeri organizate înainte de expirarea termenului mandatatului parlamentar obișnuit.
- alegeri locale - proces democratic prin care cetățenii dintr-o unitate administrativ-teritorială, cum ar fi un oraș, comună, județ sau regiune, își aleg reprezentanții în organele administrative locale: primarul, consiliul local și, în unele cazuri, președintele consiliului regiunii respective.

- alianță:

- acord între două state, prin care acestea își asigură asistență politică și militară reciprocă;
- uniune a unor partide, organizații, persoane, pe baza unui protocol, creată în vederea atingerii unui scop comun.
- alianță electorală - asociere între partide politice sau politicieni, formată exclusiv pentru a participa la alegeri; sinonim: coaliție electorală.
- aliniat - (despre țări) care aparține unei grupări constituite pe baza unui tratat.
- alocuțiune:[necesită citare]

- discurs solemn ținut în public de un demnitar, comandant etc.;
- cuvântare ocazională scurtă.
- alternanță la putere - transferul puterii din mâna celor care au guvernat în mâna fostei opoziții, când aceasta iese învingătoare în alegeri.[necesită citare]
- alternat - drept al unui stat de a fi numit primul în exemplarul care îi revine din textul tratatului la care este parte.[necesită citare]
- alternativă - formulă și program paralele cu cele ale guvernului și ale majorității care îl susține, propuse de un partid sau de o grupare care se află în opoziție.[necesită citare]
- alt-right - segment slab definit al ideologiilor de extrema dreaptă, prezentată ca o alternativă la conservatorismul de masă, în favoarea naționalismului alb, în principal în Statele Unite, Europa și Canada.[necesită citare]
- ambasadă:[necesită citare]

- reprezentanță diplomatică permanentă, în frunte cu un ambasador;
- clădirea în care funcționează această reprezentanță.
- ambasador:

- reprezentant diplomatic cu rangul cel mai înalt al unui stat pe lîngă alt stat, șef al unei ambasade;
- persoană trimisă cu o misiune specială pe lîngă un stat sau un for internațional sau care transmite un mesaj umanitar sau de pace.
- amenințare demografică - termen utilizat în politica contemporană cu referire la creșterea demografică din cadrul unui grup etnic minoritar într-o anumită țară, care este percepută ca fiind un pericol de a modifica identitatea etnică a țării (sinonim: bombă demografică).
- American Identity Movement - vezi Identity Evropa.
- anarhie

- stare de dezorganizare într-un stat, instituție.
- atitudine de nesupunere a individului față de stat.
- anarhism:

- concepție politică ce susține desființarea oricărei puteri de constrângere a statului, a societății asupra omului;
- mișcare ideologică apărută în secolul al XIX-lea care susținea, în numele libertății individuale, suprimarea autorității guvernamentale, administrative sau religioase, doar cooperarea voluntară fiind admisă.
- anarho-comunism (sau anarhism comunist) - teorie anarhistă care pledează pentru abolirea statului, a proprietății private și a capitalismului în favoarea proprietății comune a mijloacelor de producție, a democrației directe și a asocierii voluntare, cu o producție și consum bazat pe principiul: de la fiecare conform abilităților sale, pentru toți conform nevoilor lor.
- anarho-feminism - ideologie care combină anarhismul cu feminismul.
- anarho-primitivism - aripă a anarhismului care respinge civilizația industrială, aceasta fiind considerată cauza diferitelor forme de înstrăinare care răpesc omului libertatea.
- anarho-punk - stil de punk rock care promovează anarhismul.
- anarho-sindicalism - curent în mișcarea sindicală care revendică exercitarea directă a controlului sindicatelor asupra gestiunii economice.

- anexare (sau anexiune) - încorporarea prin forță militară a unei țări, regiuni de către un stat; exemple: Anschluss, Anexarea Crimeei de către Federația Rusă.
- anexionism - politică de expansiune prin anexarea unor teritorii străine.[necesită citare]
- angajament social⁠(d) - tip de acțiune socială⁠(d) care constă în implicarea activă și participarea unei persoane, a unei organizații sau a unei comunități în acțiuni și inițiative care au impact în domeniul social, cu aspectele: contribuție pozitivă, conștientizare socială, participare activă, responsabilitate socială, colaborare și parteneriate⁠(d).[necesită citare]
- anglofobie - ostilitate față de englezi, față de tot ceea ce este englezesc; antonim: anglofilie.[necesită citare]
- animal politic - concept în filozofia politică a lui Aristotel (zoon politikon) care descrie natura omului ca fiind atât socială, cât și politică, subliniind faptul că oamenii își ating potențialul maxim doar în cadrul unei comunități organizate, cum este polis-ul.
- antagonism - contradicție, rivalitate între două clase sociale, cun interese fundamentale opuse.[necesită citare]
- Antanta - bloc politico-militar format la începutul secolului al XX-lea de Franța, Imperiul Britanic și Imperiul Rus.
- anticomunism - ideologie îndreptată împotriva partidelor comuniste și a concepției marxism-leninismului.
- anticonstituțional - care este împotriva prevederilor constituției, care nu respectă constituția; care preferă o altă formă de guvernare decât cea constituțională.[necesită citare]
- antietatism - concepție politică, opusă etatismului și deci intervenției statului în sfera privată, socială și economică.
- Antifa - mișcare politică anti-fascistă, care cuprinde o gamă diversă de grupuri autonome de extremă stângă care înțeleg să-și atingă obiectivele lor prin intermediul unor acțiuni atât non violente cât și violente, mai degrabă decât prin reforme politice.
- antifascism - mișcare politică apărută după Primul Război Mondial și îndreptată împotriva fascismului.
- antiglobalizare -  mișcare politică ce se opune globalizării economice, culturale etc. sau modului în care este pusă în practică[necesită citare]
- antiimperialism - doctrină politică ce se opune politicii imperialiste de forță și dictat, a tuturor formelor de exploatare și dominație a popoarelor.[necesită citare]
- antimilitarism - concepție și mișcare internațională de masă îndreptată împotriva militarismului și a războaielor și care consideră că militarismnul este profund antietic; vezi și pacifism.
- antinațional - (despre manifestări, atitudini etc. ale oamenilor) care este îndreptat împotriva propriei națiuni, contrar intereselor sau aspirațiilor unei națiuni.[necesită citare]
- antinaționalism - sentiment, doctrină, mișcare politică ce denigrează sentimentul, spiritul național; atitudine politică de combatere a naționalismului exagerat.[necesită citare]
- antioccidentalism - atitudine de opoziție sau de ostilitate față de popoarele, cultura sau politicile lumii occidentale.
- antiparlamentarism - concepție potrivnică parlamentarismului, ostilă sistemului parlamentar.[necesită citare]
- antipartinic - (care este îndreptat) împotriva ideologiei partidului din care face parte sau împotriva aplicării acestei ideologii.[necesită citare]
- antipatriotic - (despre acțiuni, manifestări, creații etc. ale oamenilor) care este îndreptat împotriva propriei patrii, care este ostil intereselor acesteia; care este lipsit de patriotism.[necesită citare]
- Antipodean Resistance - grupare neonazistă din Australia, înființată în 2016.
- antiprogresist - (persoană) care este împotriva progresului; conservator.[necesită citare]
- antirepublican - (despre manifestări, atitudini etc. ale oamenilor) care este împotriva republicanismului și a republicanilor; persoană, partid etc. care luptă împotriva ideilor republicane, împotriva republicii, ca sistem de guvernare, și a republicanilor.[necesită citare]
- antisegregaționist - (despre oameni sau despre manifestări, creații ale lor) care este împotriva segregației rasiale; persoană, organizație etc. care militează împotriva discriminării rasiale.[necesită citare]
- antisemitism - totalitatea manifestărilor ostile evreilor, atât în plan religios, cât și social-politic, care iau amploare pe la sfârșitul Evului Mediu, în special în Europa Centrală, culminând cu exterminarea evreilor organizată de naziști în perioada 1933-1945 (Soluția finală).
- antism - situația celui care se opune restricțiilor, abuzurilor, totalitarismului etc.; acțiune de protest împotriva cuiva sau a ceva[necesită citare].
- antisocial:[necesită citare]

- care este contrar ordinii sociale; care nu respectă regulile de conviețuire în societate, care constituie un pericol pentru societate; de exemplu: manifestări antisociale;
- care afectează o parte a membrilor unei societăți sau societatea în întregul ei; de exemplu: măsuri antisociale.
- antistatal - (despre manifestări, atitudini etc. ale oamenilor) care este îndreptat împotriva intereselor statului.[necesită citare]
- antitotalitarism - concepție politică sau atitudine îndreptată împotriva totalitarismului.[necesită citare]
- Anul Internațional al Femeii - anul 1975 proclamat astfel de către Adunarea Generală a ONU, pentru promovarea egalității între bărbați și femei.
- ANZUS -  tratat politico-militar încheiat între SUA, Australia și Noua Zeelandă.
- aparat:

- totalitate a serviciilor, a personalului care asigură bunul mers al unei instituții sau a unui domeniu de activitate;
- totalitate a elementelor necesare desfășurării solemne a unui eveniment, desfășurarea solemnă a acestuia.
- aparat de stat - totalitatea organelor de stat care îndeplinesc funcțiile acestuia; totalitatea angajaților acestor organe.[necesită citare]
- apartenență politică - asocierea sau afilierea unei persoane, unui grup sau unei organizații cu o anumită ideologie politică, partid politic, mișcare sau orientare politică și care astfel reflectă valorile, convingerile și principiile pe care persoana sau grupul le susține în sfera politică.[necesită citare]
- apártheid - politică de discriminare rasială practicată din 1948 până în 1991 de guvernul din Africa de Sud împotriva populației de culoare.
- apartid(ic) - vezi apartinic.[necesită citare]
- apartinic - care nu face parte din nici un partid politic sau din nici o organizație politică; sinonim: apartid(ic).[necesită citare]
- apatrid - persoană fără cetățenie, care nu are cetățenia nici unui stat.
- apatridie - situație în care se găsește un apatrid, stare de apatrid.[necesită citare]
- ape teritoriale - porțiunea de mare sau de ocean de-a lungul coastelor unui stat și care face parte din teritoriul acestuia (sinonim: mare teritorială).
- ape interioare - râurile, fluviile, lacurile și canalele situate pe teritoriul unui stat și supuse suveranității acestuia.
- apel - chemare, în scris sau oral, adresată unei persoane, unei colectivități sau maselor largi.[necesită citare]
- aplaudac - (termen peiorativ) persoană care aplaudă și este obedientă față cei ce dețin puterea.[necesită citare]
- apolitic - care nu se ocupă cu politica; care este în afara politicii, a confruntărilor politice; care acceptă, care susține sau care practică apolitismul.[necesită citare]
- apolitism - atitudine de indiferență față politică.
- apologet - susținător fervent al unei idei, al unui sistem social, politic.[necesită citare]
- aracceevism - atitudine despotică, brutală a unui conducător.[necesită citare]
- arbitraj internațional - judecarea neînțelegerilor dintre state de către un alt stat sau instituție internațională autorizată.[necesită citare]
- aripă:

- fracțiune cu o anumită orientare politică din cadrul unei organizații, al unui partid;
- grupare extremă (dreaptă sau stângă) a unei organizații, a unui partid.
- arondare - împărțire în zone locale pentru o mai bună administrație; repartizare la un anumit centru de distribuire a unor produse, a unor mărfuri, la o școală, la un centru de vot etc.[necesită citare]
- asasinare sau asasinat - ucidere cu premeditare, în special a unei personalități; exemple: asasinarea lui Kennedy, atentatul de la Sarajevo.
- aservire - subordonare a unui popor, țară unor interese străine.[necesită citare]
- asiatism - ideologie autohtonă asiatică, care variază după cum se face referire la India sau la Japonia.[necesită citare]
- asistență mutuală - colaborare internațională politică, economică și militară între state, pentru realizarea unor obiective de interes comun sau pentru apărarea comună împotriva unui (eventual) atac armat. [necesită citare]
- asistență socială - acțiunea statului de ajutorare a cetățenilor defavorizați.[necesită citare]
- asociație - grupare a mai multor persoane pentru realizarea unui scop, cu sau fără caracter lucrativ.[necesită citare]
- atac:[necesită citare]

- agresiune împotriva unei persoane, a unui stat etc.;
- acțiune, campanie violentă și susținută (prin manifestații, greve etc.) împotriva unei situații, a unei ideologii, a unei concepții etc. sau împotriva unor persoane, grupări etc.
- atașat:[necesită citare]

- cel mai mic în rang dintre membrii personalului diplomatic al unei reprezentanțe diplomatice;
- consilier al șefului unei reprezentanțe diplomatice într-o problemă de specialitate.
- atașați speciali - atașați care au rolul de consilieri ai conducătorului reprezentanței diplomatice, în probleme care țin de specialitatea acestora; astfel există: atașați militari, financiari, de presă etc.[necesită citare]
- atentat:

- acțiune criminală contra unei personalități, cum ar fi șef de stat sau de guvern (exemple: Atentatul asupra lui John F. Kennedy, Atentatul de la Sarajevo);
- (în sens figurat) încercare de încălcare a unui drept, de distrugere a unei idei, a unei doctrine, a unei stări de fapt, de răsturnare a ordinii sociale sau politice a unui stat etc.
- atlantism - doctrină a partizanilor Pactului Atlanticului de Nord.
- atomomanie - (în trecut) psihoză politică a anglo-americanilor legată de arma atomică.[necesită citare]
- Atomwaffen Division - rețea teroristă neonazistă multinațională, înființată în 2015.
- atribuție:[necesită citare]

- sferă de autoritate, de competență, de activitate a cuiva;
- însărcinare, muncă dată cuiva spre îndeplinire, responsabilitate care ține de resortul unei funcții.
- austeritate - ansamblu de politici politico-economice care au ca scop reducerea deficitelor bugetare guvernamentale prin reducerea cheltuielilor și creșterea impozitelor.
- austromarxism - curent oportunist apărut în mișcarea muncitorească din Austria la sfârșitul sec. XIX și care susține integrarea pașnică a capitalismului în socialism.[necesită citare]
- autarhie - politică a unui stat care susține crearea și menținerea unei economii naționale închise (bazată pe resursele naționale), izolate de circuitul economic mondial (de exemplu: evitarea importurilor).
- autoadministrație - autoadministrare; ansamblu al organelor executive ale unei diviziuni teritoriale sau ale unei instituții care se autoadministrează.
- autocrat - conducător de stat, cu puteri absolute (v[necesită citare]ezi despot, dictator).[necesită citare]
- autocrație:

- formă de guvernare în care puterea este concentrată în mâinile unei singure persoane (vezi și absolutism, dictatură);
- lipsă de democrație în relațiile cu inferiorii ierarhici.
- autodeterminare - principiu conform căruia oricare națiune are dreptul de a-și alege singură statutul politic și calea de dezvoltare economică, socială și culturală (vezi și autonomie).
- autoguvernare:

- capacitatea unei persoane sau a unui grup de a exercita toate funcțiile necesare de reglementare fără intervenția unei autorități externe;
- (despre state) faptul de a se conduce singur, fără amestec străin.
- autohtonism - exagerare a trăsăturilor specifice și a valorilor unei colectivități naționale.[necesită citare]
- autoimolare - formă extremă de protest, prin care o persoană se sinucide prin incendiere; exemplu: cazul Liviu Cornel Babeș.
- autonomie - dreptul unei regiuni, unei minorități, în cadrul unui stat, de a se administra singură, cu excepția celor de competența organelor centrale ale statului (vezi și: autodeterminare, secesiune).

- autonomie administrativă - drept propriu de administrare recunoscut unei minorități, unei regiuni etc.
- autonomie locală - autonomie pe care statul o recunoaște unităților teritoriale mai mici (comune, județe etc.) și care cuprinde și dreptul de a adopta o orientare politică și administrativă independentă de cea a statului și a organelor sale centrale.
- autonomie politică - dreptul unei națiuni de a se autoguverna în cadrul unui stat federal.

- autoritarism:

- formă de guvernare care implică o autoritate nelegitimă, în care normele liberale și democratice nu sunt respectate.
- supunere necondiționată față de autoritate, principiu opus libertății individuale de gândire și de acțiune.
- autoritate

- drept, putere de a comanda, de a da dispoziții;
- puterea sau influența deținută de o persoană sau de o instituție, prin intermediul unui sistem juridic, al unui guvern sau al altor forme de organizare socială, de a lua decizii și de a impune reguli și ordine.
- autoritatea publică - organ de stat sau al unității administrativ-teritoriale care acționează în regim de putere publică pentru satisfacerea unui interes public.

- autorități - putere politică (și administrativă) într-un stat; totalitatea persoanelor care aparțin acestei puteri.[necesită citare]

- autorități locale - instituții ale statului care exercită funcții administrative pe un teritoriu restrâns, delimitat, potrivit împărțirii teritoriale a statului.

- avantaj reciproc - principiu de bază al relațiilor internaționale contemporane, decurgând din egalitatea suverană a statelor, potrivit căruia raporturile dintre ele trebuie să se întemeieze pe respectarea intereselor lor naționale și internaționale, pe dezvoltarea lor de sine stătătoare, în condițiile progresului tuturor statelor.[necesită citare]
- avertisment - demers prin care un stat atrage atenția altui stat asupra consecințelor defavorabile pentru relațiile internaționale pe care le pot avea încălcările normelor de drept internațional de către acesta.[necesită citare]
- avertizor de integritate - informator, persoană care aduce la cunoștința publicului sau autorităților activități imorale sau ilegale petrecute într-un departament guvernamental, o organizație publică sau privată.
- azil - (în Antichitate, și în dreptul canonic) inviolabilitate acordată persoanei care se refugiază într-un loc sacru (templu sau biserică); loc inviolabil, în care găseau scăpare cei refugiați.[necesită citare]
- azil politic -  acordare de către un stat a dreptului de intrare și de stabilire pe teritoriul său unei persoane străine, persecutate în țara sa din motive politice.

## B
- babuvism - doctrină politică din timpul Revoluției franceze, fondată de Babeuf și considerată precursoare a comunismului.[necesită citare]
- bakuni(ni)sm - doctrină anarhistă fondată de Mihail Bakunin și care considera că statul și religia constituie cauza tuturor problemelor sociale, fiind considerate obstacole în calea aspirației umane către libertate.[necesită citare]
- Balcanii de Vest - statele din fosta Iugoslavie (fără Slovenia și Croația) și Albania care, în urma aderării României și Bulgariei la Uniunea Europeană, au devenit următoarea țintă de extindere a acestei organizații în Peninsula Balcanică.
- balcanizare - termen care descrie procesului de fragmentare/divizare a unei regiuni în regiuni mai mici care sunt ostile și nu cooperează.
- balotaj:[necesită citare]

- situație în care, la alegeri, nici unul dintre candidați nu întrunește majoritatea voturilor și este necesară repetarea alegerii.
- repetare a alegerilor cu candidații plasați pe primele două locuri atunci când nici unul nu a obținut numărul necesar de voturi la primul scrutin.
- Banca Mondială (pentru Reconstrucție și Dezvoltare[necesită citare]) - bancă susținută cu finanțări internaționale care oferă asistență financiară și tehnică statelor defavorizate (abreviere: BIRD).
- bancocrație - afirmare puternică a puterii politice a capitalului bancar.[necesită citare]
- bantustan - regiune rezervată unei populații de o anumită etnie.[necesită citare]
- bantustanizare - politică a regimului rasist din Republica Africa de Sud, care urmărea izolarea negrilor în bantustane.[necesită citare]
- baron local - termen utilizat de mass-media pentru persoane aflate într-o funcție publică importantă la nivel local și care folosesc puterea de care se bucură pentru a obține diverse avantaje.
- Batalionul Internațional de Eliberare - grupare armată de stânga care luptă împotriva Statului Islamic, a cărei ideologie include marxism–leninismul, maoismul și anarhismul.
- bază electorală - ansamblul de alegători care susțin în mod constant un anumit partid politic sau candidat; este formată din grupuri de oameni care, datorită intereselor, valorilor, ideologiilor sau apartenenței la un anumit grup social, economic, etnic, religios sau geografic, votează de regulă într-un mod previzibil pentru acel partid sau candidat.[necesită citare]
- "băieți deștepți" - termen utilizat de presă pentru a desemna oameni de afaceri care realizează beneficii uriașe într-un mod necinstit, în majoritatea cazurilor prin contracte cu statul.
- behavioralism - direcție politologică americană, care își propune să studieze, cu mijloace multidisciplinare, comportamentul politic.[necesită citare]
- belicism - doctrină care susține folosirea forței pentru rezolvarea litigiilor internaționale.
- beligerant - stat, națiune care se află în război.[necesită citare]
- bernsteinism - curent în social-democrația internațională, apărut la sfârșitul secolului al XIX-lea și începutul secolului al XX-lea, în Germania, care a încercat să interpreteze, de pe poziții eclectice și în spirit reformist, tezele fundamentale ale filozofiei și economiei politice ale marxismului; altă denumire: revizionism.
- bicameral, sistem ~ - sistem politic în care organul legislativ al statului este compus din două adunări reprezentative (vezi și: unicameral, sistem ~).
- big government - denumire peiorativă pentru politica unui guvern care mărește taxele (pentru a putea susține cheltuieli uriașe și ineficiente) și exercită puternice ingerințe în viața privată.
- big tent - strategie prin care un partid politic își extinde sau își deschide platforma și adună o gamă largă de ideologii, perspective și grupuri de interese în cadrul partidului, cu scopul de a atrage un număr cât mai mare de susținători și voturi.
- bilateralism - acord între două state în privința bunurilor și serviciilor pe care le schimbă între ele.[necesită citare]
- biopolitică:[necesită citare]

- studiul influențelor factorilor biologici asupra politicii;
- măsuri abuzive, rasiste ale unui stat totalitar, în scopuri eugenice cum ar fi: deportarea, internarea în lagăre, sterilizarea forțată etc.
- bipartidism - vezi bipartit.
- bipartit:

- (înțelegere, acord ~): la care participă două partide, state, țări;
- (uneori și forma bipartid) sistem de guvernare la care participă două partide.
- bipatrid - (persoană) care are dublă cetățenie (prin păstrarea celei anterioare).[necesită citare]
- bipolarism:[necesită citare]

- teorie în relațiile internaționale potrivit căreia două centre de putere polarizează în jurul lor principalele forțe mondiale;
- sistem politic în cadrul căruia partidele se grupează în două orientări politice opuse.
- BIRD - vezi Banca Mondială (pentru Reconstrucție și Dezvoltare).[necesită citare]
- birocrat:[necesită citare]

- persoană care dă o importanță exagerată formalităților în dauna fondului;
- funcționar în birourile unei administrații.
- birocratism - metodă de conducere sau de muncă, caracterizată printr-o exagerată pondere acordată muncii de cancelarie, prin grija excesivă pentru latura formală, prin tergiversări și atitudine arogantă față de clasele sociale inferioare.[necesită citare]
- Biroul pentru Instituții Democratice și Drepturile Omului - principala instituție a Organizației pentru Securitate și Cooperare în Europa (OSCE) ce se ocupă în principal cu "factorul uman" al securității.
- birou (politic):

- organul executiv și conducător al muncii unei organizații politice, de masă, obștești, științifice, internaționale, al unui organ administrativ;
- grup de membri ai unei adunări însărcinat să conducă adunarea respectivă;
- reunirea președintelui, a vicepreședinților și a secretarilor unei adunări legiuitoare.
- black bloc - formă de protest în care participanții poartă elemente de acoperire a feței (măști, eșarfe, ochelari etc.) pentru a-și ascunde identitatea.
- blanquism - curent utopic apărut în Franța secolului al XIX-lea, care preconiza trecerea de la capitalism la socialism, prin intermediul unui complot.[necesită citare]
- bloc (politic) - alianță, înțelegere, convenție (între state, partide, organizații) în vederea realizării unor scopuri comune.
- blocadă - sistem de măsuri din partea unor state, care urmăresc izolarea unui stat pentru a-l forța să accepte anumite condiții.
- Blocul capitalist (sau Blocul occidental) - termen folosit în Războiul Rece referitor la țările aliate cu SUA și NATO, aflați în opoziție cu URSS și forțele Pactului de la Varșovia.
- boicot - metodă de luptă politică și economică, constând în sistarea relațiilor cu o persoană, cu o organizație sau cu un stat, asupra cărora se exercită astfel presiuni sau represalii.
- bolșevism - doctrină politică apărută în Rusia, ca opoziție la menșevism, la începutul secolului al XX-lea în urma activității lui Lenin și care conținea practici revoluționare și concepte ideologice radicale și paradoxale ca dictatura proletariatului.
- bombă demografică - vezi amenințare demografică.[necesită citare]
- bonjurist - nume ironic acordat tinerilor români întorși de la studii din Franța, după 1830-1840, și care aveau idei liberale, progresiste.
- boom - dezvoltarea bruscă și artificială a producției economice prin creșterea cheltuielilor militare și militarizarea economiei.[necesită citare]
- bosism (sau bossism) - organizare electorală răspândită în SUA, unde alegătorii se grupează în jurul liderilor, pe care îi susțin cu fidelitate.[necesită citare]
- Boston Tea Party - act de protest politic al coloniștilor americani împotriva Marii Britanii (1773), care a precedat Războiul de Independență al SUA.
- boulangism - mișcare șovinistă apărută în Franța, la sfârșitul secolului la XIX-lea, care urmărea restaurarea monarhiei și un război revanșard împotriva Germaniei.[necesită citare]
- brain-drain - vezi exod al intelectualilor.[necesită citare]
- Brexit - retragerea Regatului Unit din UE în urma unui referendum din iunie 2016.
- BRIC (sau BRICS) - grupul țărilor: Brazilia, Rusia, India, China și Africa de Sud, care sunt relativ dezvoltate, dar nu fac parte din grupul G8.
- briefing - reuniune de scurtă durată de informare și de lucru într-un minister, într-o instituție etc. în care se prezintă obiectivele și metodele de acțiune (într-o anumită misiune).[necesită citare]
- Brigada Martirilor al-Aqsa - coaliție militară palestiniană, a cărei ideologie conține naționalismul, socialismul și anti-sionismul și care a participat în Conflictul israeliano-palestinian.
- Brigăzile Al-Qassam - aripa militară a organizației palestiniene Hamas, participantă în Conflictul israeliano-palestinian.
- broker de putere⁠(d) - persoană influentă care nu deține în mod direct o funcție publică sau oficială, dar care joacă un rol esențial în modelarea și determinarea deciziilor politice prin relațiile și rețelele sale de influență.[necesită citare]
- bugetare participativă - proces democratic prin care cetățenii sunt implicați în deciziile legate de alocarea resurselor bugetare ale unei comunități, oraș sau regiuni și care astfel permite comunităților să propună, să dezvolte și să voteze proiecte de dezvoltare locală, precum și să decidă cum să fie cheltuite o parte din fondurile publice.
- buget guvernamental⁠(d) - document oficial prin care guvernul planifică și autorizează cheltuielile publice și colectarea de venituri pe o anumită perioadă (de obicei un an); reflectă prioritățile politice și strategice ale guvernului, fiind un instrument prin care se implementează politicile publice, sociale, economice sau de securitate.
- buletin de vot -  imprimat care cuprinde numele candidaților la o alegere și prin care alegătorul își exprimă votul.[necesită citare]
- bund - asociație, confrerie; confederație (în Germania și Elveția).[necesită citare]
- Bundesnachrichtendienst - agenția de informații externe a Germaniei.
- Bundesrat - denumire a camerei superioare a Parlamentului în Germania și în Austria.
- Bundestag - denumirea Parlamentului federal al Germaniei.
- bune oficii – mijloc de rezolvare pașnică a diferendelor dintre state, constând în demersuri diplomatice întreprinse de un al treilea stat.[necesită citare]
- bune practici - termen care se referă la abordările, metodele sau strategiile care sunt recunoscute ca fiind cele mai eficiente și eficace pentru a gestiona și a guverna un stat sau o societate și care sunt dezvoltate și promovate de către experți, organizații sau lideri politici care au o înțelegere profundă și o vastă experiență în domeniul politic.[necesită citare]
- bursă - instituție specifică economiei de piață care se ocupă cu vânzarea și cumpărarea de acțiuni și unde se negociază valoarea mărfurilor și a unor valute.
- "butoi cu pulbere" - regiune pe glob în care statele sunt în conflict continuu (putându-se declanșa o conflagrație).[necesită citare]
- buzzword - cuvânt sau o expresie la modă care este utilizată frecvent pentru a simplifica și a comunica idei complexe, pentru a capta atenția publicului și pentru a influența percepțiile și opiniile acestuia; este folosit pentru a rezona emoțional cu electoratul, pentru a semnala poziționarea ideologică sau pentru a promova anumite politici și agende.

## C
- cabinet:

- consiliul de miniștri ai unui stat; guvern;
- biroul de lucru al unei persoane cu o funcție importantă în stat, într-o instituție etc.; vezi și șef de cabinet.
- CAER - vezi: Consiliul de Ajutor Economic Reciproc.
- cale diplomatică - procedură de care uzează statele pentru tratarea problemelor de interes reciproc, utilizînd raporturile pe care o misiune diplomatică permanentă a unui stat le menține cu ministerul de externe din statul în care este acreditat.
- camarilă - persoane din anturajul unui șef de stat, care influențează politica statului în interesul lor personal.
- Cambridge Analytica - firmă britanică de consultanță politică, cunoscută pentru participarea la Referendumul asupra menținerii Regatului Unit în Uniunea Europeană și la campania prezidențială a lui Donald Trump (la alegerile din 2016).
- cameleonism - schimbare a convingerilor, opiniilor și comportamentului unei persoane în funcție de împrejurări.
- cameră:

- parte componentă a organului legislativ din unele țări (Camera Comunelor și Camera Lorzilor în Anglia, Camera Deputaților din România, Italia, Belgia și în unele țări ale Americii Latine, Camera Reprezentanților în SUA, Australia, Sri Lanka etc.);
- persoanele care fac parte din acest organ legislativ; (prin extensie) localul în care își desfășoară activitatea această instituție parlamentară.
- Camera Comunelor - denumire a camerei inferioare a Parlamentului englez (vezi și: Camera Lorzilor).
- Camera Deputaților (sau Camera Inferioară) - denumire a camerei inferioare a unui parlament bicameral în mai multe state, printre care și România; prima instanță legislativă în unele țări.
- Camera Superioară - Senat.

- cameral - (despre sistemul legislativ al unor state) a cărui organizare se bazează pe una (sistem unicameral) sau pe două camere legiuitoare (sistem bicameral).
- cameralism - ansamblu de teorii politice, economice și administrative apărute în Germania secolului al XVII-lea.
- Camera Lorzilor - camera superioară a Parlamentului englez (vezi și: Camera Comunelor).
- campanie - acțiune înfăptuită după un anumit plan în vederea realizării unei sarcini politice, sociale etc. într-o anumită perioadă de timp.

- campanie electorală - efort organizat și planificat pentru a promova un candidat politic sau un partid politic și pentru a-i mobiliza pe cetățeni să voteze pentru aceștia într-un proces electoral.

- canal diplomatic - legătura și comunicarea între două sau mai multe state prin intermediul ministerelor de externe și misiunilor diplomatice, în forme și metode specifice activității diplomatice.
- cancelar:

- șeful guvernului în Germania și în Austria (vezi și lord cancelar);
- șeful cancelariei și al arhivei;
- calitate a unui demnitar de a ține evidența diferitelor decorații și de a propune acordarea acestora.
- cancelar al ordinelor - (în unele state) demnitar care are atribuții privind evidența și acordarea decorațiilor ori păstrarea sigiliului unui corp sau al unui ordin.
- cancelar federal - șeful guvernului în Austria și în Germania.

- cancelarie - birou, secție într-o instituție (publică) destinată lucrărilor administrative.
- cancelație - anulare a unui act diplomatic prin trasarea unor bare dispuse în cruce.
- candidat - persoană care este propusă (de un partid, asociație etc.) să participe la alegeri politice, administrative, locale sau pentru a fi aleasă într-un post de conducere sau care își depune candidatura în alegeri.

- candidat în scris -  candidat al cărui nume nu apare pe buletinul de vot oficial, dar care poate fi votat prin înscrierea manuală a numelui său de către alegători, având șansa de a câștiga dacă obține suficiente voturi valide în acest mod.

- capitalism - sistem social-economic și politico-ideologic bazat pe proprietatea privată asupra mijloacelor de producție, a capitalului, pe rolul pieței libere în determinarea raporturilor de schimb și pe libertatea de acțiune.

- capitalism mov - abordare critică a integrării principiilor feministe în cadrul sistemului capitalist și al economiei de piață și care explorează modul în care valorile feministe sau ideile despre egalitatea de gen pot influența sau modifica sistemul economic predominant.
- capitalism roz - modul în care unele guverne sau partide pot adopta și promova anumite aspecte ale mișcării LGBTQ sau ale diversității sexuale în scopuri propagandistice, fără a aborda problemele profunde legate de inegalitatea socială sau de drepturile minorităților sexuale; vezi și capitalism mov, capitalism verde.

- capitalizare -  strategie utilizată pentru a transforma momentele de instabilitate sau nemulțumire în oportunități de consolidare a puterii sau de obținere de capital politic; vezi și politizare.[necesită citare]
- capital politic - termen care descrie resursele simbolice, de încredere și de sprijin popular pe care un lider, un partid sau o instituție le acumulează și le poate folosi pentru a-și promova agenda politică sau pentru a-și consolida poziția în fața adversarilor.[necesită citare]
- capitulații - acte internaționale prin care se instituie de către un stat un regim de drepturi și de privilegii în favoarea cetățenilor altui stat (exemplu: Capitulațiile dintre Imperiul Otoman și țările române).
- caporalism - regim politic în care predomină influența militarilor.
- carceral - (despre regimuri politice totalitare) care recurge la privarea de libertate a opozanților politici pentru a-și asigura puterea.
- carnet - act, document în formă de carnet , care atestă apartenența posesorului la o anumită organizație, asociație etc.
- Carta 77 - mișcare civică pentru apărarea drepturilor omului din Cehoslovacia anului 1977.
- Carta Internațională a Drepturilor Omului - ansamblu de documente ce privesc drepturile omului, proclamate de Organizația Națiunilor Unite în diverse momente în perioada postbelică.
- Carta Organizației Națiunilor Unite - tratat internațional, semnat la 26 iunie 1945 prin care s-au reglementat structura și modul de funcționare a ONU.
- Carta Pământului - document al ONU care va sta la baza construcției societății secolului al XXI-lea.
- cartă:

- act internațional care stă la baza uneui organizații, de exemplu: Carta Organizației Națiunilor Unite;
- (în Evul mediu) denumire a unor acte prin care se acordau drepturi sau privilegii;
- formă de constituție în perioada de luptă pentru recunoașterea principiului suveranității naționale în sens burghez (de exemplu: Magna Charta Libertatum).
- carte albă (sau galbenă, albastră) - publicație oficială a unui guvern, care conține documente referitoare la politica internă sau externă a acestuia sau la activitatea altor guverne.
- carte neagră - publicație oficială a unui guvern care conține documente justificative privitoare la o problemă politică.
- cartel:

- coaliție între două sau mai multe partide, organizații etc, în vederea campaniilor electorale;
- uniune monopolistă în cadrul căreia firmele participante stabilesc prețurile și condițiile de vânzare a produselor și își stabilesc piețele de desfacere, în vederea limitării dau eliminării concurenței.
- cartism - mișcare politică a muncitorilor englezi din secolul al XIX-lea.
- Casa Albă - reședința președintelui SUA, aflată la Washington.
- castă - grup social din India sau alte țări orientale.
- castrism - mișcare revoluționară care se inspiră din ideile lui Fidel Castro.
- casus belli - motiv invocat de un stat pentru începerea războiului.
- catastrofism - tendință de a face previziuni pesimiste (în special cu referire la diferite situații politice).
- caudillism - conducere tiranică exercitată de un dictator, în țările de limbă spaniolă.
- caudillo - (în țările din America Latină) titlu dat unui dictator; persoană care poartă acest titlu.
- cauză - problemă socială, economică, politică sau culturală, asupra căreia o anumită grupare sau organizație se concentrează și încearcă să producă un efect pozitiv prin intermediul acțiunilor politice și sociale.
- cazierist - fost deținut politic care are cazier judiciar.
- Cămășile Roșii - nume dat revoluționarilor italieni care făceau parte din detașamentul Cei o Mie ai lui Garibaldi.
- cărvunari - denumirea elementelor progresiste din Principatele Române care au inițiat o mișcare reformatoare la începutul secolului al XIX-lea.
- Căștile albastre - denumirea forțelor armate ale ONU.
- Cele 14 puncte ale lui Wilson - program prezentat de președintele american Woodrow Wilson pentru restabilirea păcii în Europa după încheierea Primului Război Mondial.
- celulă de criză - grup de lucru organizat la ministere, la guvern, la președinție, în caz de criză provocată de greve, de războaie etc.
- celulă de partid - (în structura organizatorică a unor partide comuniste sau muncitorești) unitate de bază a partidului comunist sau muncitoresc.
- cens - (în unele țări) partea de impozit prevăzută de legile electorale necesară pentru acordarea dreptului de alegător.
- CENTO - (prescurtare pentru Central Treaty Organization) bloc militar creat în 1955 între Iran, Irak, Pakistan, Turcia și Regatul Unit și dizolvat în 1979.
- centralism - sistem de organizare administrativă, economică sau politică în care organele locale se supun directivelor sau dispozițiilor organelor centrale.

- centralism birocratic - sistem de organizare administrativă, bazat pe conducerea de la centru, excluzînd inițiativa organelor locale.
- centralism democratic - model de organizare și luare a deciziilor în cadrul unei societăți socialiste prin care deciziile majore și directivele politice sunt formulate și implementate central, dar procesul de luare a deciziilor este conceput să fie participativ și să implice contribuții de la toate nivelurile societății.

- centralizare administrativă - sistem administrativ caracterizat prin centralism birocratic și prin care administrația locală este condusă efectiv de puterea locală.
- centralizare a puterii - procesul prin care autoritatea și controlul decizional sunt concentrate în mâinile unei singure entități, fie ea un individ, un grup restrâns de persoane sau o instituție centrală, în detrimentul distribuției acesteia către entități regionale sau locale.
- centralizare politică - formă de organizare a statului în care există o singură suveranitate, un singur parlament și un singur sistem de instanțe judecătorești, iar puterile locale se subordonează puterii centrale.
- centrism:

- orientare politică, caracterizată prin poziție de mijloc față de stânga și dreapta;
- curent oportunist care s-a manifestat în cadrul partidelor social-democrate ale Internaționalei a II-a;
- (numit Calea a treia) doctrină apărută în a doua jumătate a secolului XX la intersecția dintre liberalismul social și social-democrație; exemple: Partidul Laburist din Marea Britanie, Partidul Social Democrat din Germania.
- centru:

- instituție superioară conducătoare; putere administrativă centrală (din capitală);
- poziție politică de mijloc, situată între concepțiile de dreapta și cele de stânga.
- centru administrativ - sediu al administrației regionale sau a administrației locale, sau locul în care se află administrația centrală a unui oraș.
- centru-dreapta - denumirea dată unor mișcări politice moderate, ale căror doctrine conțin predominant elemente de dreapta, cum ar fi: creștin-democrația, conservatorismul, liberalismul.
- centru social de dreapta - denumire pentru fiecare centru social înființat de neofasciști în Italia, prin ocuparea clădirilor neutilizate; vezi și Okupa.
- centru-stânga - denumirea dată unor mișcări politice moderate, ale căror doctrine conțin predominant elemente de stânga, cum ar fi: social democrația, socialismul.

- cenzitar, sistem de vot ~ - sistem electoral în care dreptul de vot îl au numai cetățenii care îndeplinesc anumite condiții, în primul rând în funcție de avere.
- cenzor:

- persoană însărcinată să asigure păstrarea secretului de stat;
- (în regimurile politice totalitare) persoană însărcinată de guvern sau de altă autoritate publică să controleze publicațiile date la tipar (cărți, reviste, ziare etc); persoană oficială, specializată, care se ocupă cu cenzura.
- cenzură - control exercitat de un stat totalitar asupra presei, oricărei publicații, emisiuni televizate, rețea de internet sau convorbiri telefonice, manifestărilor cultural-artistice, în scopul anihilării opoziției și a libertății de exprimare în general.
- cerc muncitoresc - denumire generică pentru organizațiile politice muncitorești, cu orientare de stânga, apărute la sfârșitul secolului al XIX-lea.
- certificat de alegător - (în unele state) act prin care se constată înscrierea unui cetățean, în listele electorale și pe baza căruia acesta își exercită dreptul la vot.
- cetățean - locuitor al unui stat, care se bucură de drepturi civile și politice și care are anumite obligații față de acel stat.
- cezarism - guvernare totalitară, sprijinită de armată.
- chairman - președinte (al unei ședințe); moderator.
- checks and balances - unul dintre principiile ce stau la baza democrației americane, conform căruia, asemenea principiului separației puterilor în stat, puterile statale trebuie să aibă aproximativ aceeași pondere, pentru a se putea limita reciproc, evitând astfel ca puterea statală să fie folosită în mod abuziv.
- ciberactivism - vezi activism pe internet.
- circumscripție electorală - unitate administrativă constituită cu ocazia alegerilor.
- civilizație - ansamblul valorilor materiale și spirituale create de o comunitate umană.
- clasa muncitoare - grup social format din indivizi care își câștigă existența prin activități care necesită calificare redusă, în special muncă fizică (sinonim: proletariat).
- clasă mijlocie - categorie socială formată din mici întreprinzători, comercianți, meșteșugari, funcționari, aflați, ca nivel de trai, între muncitori și aristocrați.
- clasă socială - grup mare de oameni care au caracteristici sociale, economice sau sociologice comune (vezi și luptă de clasă).
- clauza națiunii celei mai favorizate - prevedere inclusă în acordurile internaționale, mai ales în cele cu caracter economic, prin care părțile contractante se angajează să-și acorde reciproc facilități pe care le-au acordat sau le vor acorda în viitor unui stat terț.
- clericalism - curent politic care consideră legitimă dominația bisericii și a clerului asupra vieții politice, sociale și culturale a unei țări.
- clientelism - complex de relații între persoane unite din interes sau care încearcă să obțină favoritisme; politică bazată pe astfel de relații.
- club - organizație de pe lângă o instituție sau o societate comercială unde au loc activități culturale, educative sau cu caracter ideologic.
- Clubul de la Roma - organizație al cărei scop este să supună atenției întregii lumi diverse aspecte referitoare la viitorul planetei.
- coaliție - asocierea temporară a unor state, partide sau organizații care militează pentru un scop comun.

- coaliție a voluntarilor⁠(d) - grup de state sau organizații care decid să colaboreze pentru a îndeplini un obiectiv comun, fără a necesita aprobarea formală a unei organizații internaționale.
- coaliție electorală - vezi alianță electorală.
- coaliție guvernamentală - alianță între partide sau grupări care stabilesc o platformă politică în vederea formării executivului; altă denumire: guvern de coaliție.
- coaliție politică - alianță temporară între două sau mai multe partide politice sau grupuri cu scopul de a forma o majoritate și de a guverna împreună; poate fi formată atât înainte, cât și după alegeri, în funcție de necesități.
- coaliție semafor - termen folosit în politică pentru a descrie o alianță guvernamentală formată de trei partide politice, ale căror culori sunt asociate cu cele ale unui semafor: roșu, galben și verde. Culorile adesea sunt asociate cu cele ale partidelor social-democrate (roșu), liberale (galben) și ecologiste (verde).

- coerciție - ansamblul măsurilor la care se apelează pentru a determina o persoană să îndeplinească anumite obligații.
- coexistență pașnică - doctrină politică potrivită căreia statele lumii nu trebuie să apeleze la forță pentru rezolvarea litigiilor dintre ele și să dezvolte relații reciproce pașnice.
- COINTELPRO - program al Biroului Federal de Investigații (FBI) al Statelor Unite, care a avut ca scop investigarea, intimidarea și destrămarea organizațiilor politice disidente din Statele Unite.
- colaborator la Securității - persoană care a furnizat informații, note și rapoarte scrise către Securitate.
- colaboraționism - atitudinea de cooperare cu forțele de ocupație ale unei țări străine, care este o formă de trădare.
- colaboraționist - partizan al unei politic de colaborare cu inamicul, în condițiile ocupării țării de către acesta.
- colegiu electoral - adunare de alegători desemnați pentru a alege un deputat, un senator sau un consilier.
- coloana a cincea:

- (în contextul Războiului Civil Spaniol) termen referitor la agenții secreți ai generalului Franco, care activau în Republica Spaniolă;
- termen care desemnează oamenii sau grupurile care sprijină în secret sau acționează împotriva propriului lor stat sau guvern, în favoarea unei alte țări, organizații sau ideologii.
- colonialism - politică de cucerire, de ocupare a unor teritorii și de dominare a acestora prin mijloace economice, politice și militare.

- colonialism cultural - vezi imperialism cultural.

- colonizare - cotropirea de către un stat a unei alte țări sau regiuni, însoțită de aservirea sau exterminarea populației indigene (exemplu: Colonizarea spaniolă a Americilor).
- coloured - termen utilizat în perioada apartheidului în Africa de Sud, referitor la acele persoane care nu se încadrau în categoriile „alb” sau „negru”, având origini multietnice.
- comisie:

- colectiv organizat care funcționează pe lângă o instituție, o adunare etc. și care are sarcina de a face propuneri, de a lua hotărâri sau de a executa mandate în cazuri speciale;
- organism sau structură a unei organizații internaționale.
- comisie parlamentară - organism intern de lucru al Parlamentului; exemple: comisie de anchetă, comisie de mediere.
- comisie permanentă - comisie care funcționează cu aceiași membri atunci când este convocată.

- comitet - organism de conducere colectivă în cadrul anumitor organizații.

- comitet de cetățeni - vezi adunare cetățenească.

- complot - înțelegere secretă a unor persoane care uneltesc împotriva unei persoane, unui guvern etc.; conspirație (exemple: Complotul de la 20 iulie, Complotul doctorilor).
- complotul doctorilor - presupusă conspirație a medicilor evrei care viza lichidarea conducătorilor URSS din perioada lui Stalin.
- compromis - acordul intervenit între două state care convin să transmită spre rezolvare, unei instanțe arbitrale sau judiciare internaționale, un litigiu pendinte între ele.
- comunism:

- sistem social, politic și economic constituit pe principiul abolirii proprietății private și al instaurării proprietății colective asupra mijloacelor de producție și de schimb;
- mișcare, ideologie care promovează acest sistem.
- comunism egalitar - teorie cu caracter utopic, care, pornind de la ideea egalității naturale a oamenilor, preconiza desființarea proprietății private și împărțirea în mod egal a bunurilor între membrii comunității.
- comunism utopic - vezi socialism utopic.
- confederație - uniune de state care își păstrează independența, având anumite organe comune, de obicei  un congres sau o dietă, la care statele membre își trimit reprezentanții.
- Conferința de la Bandung - întrunire (în aprilie 1955) a liderilor a 29 de state afro-asiatice, reprezentând peste jumătate din populația globului, dar care dețineau numai 8% din bogățiile lumii.
- conflict de interese - situație care apare atunci când un oficial public, un politician sau un angajat guvernamental are interese personale care ar putea influența sau părea că influențează exercitarea imparțială și obiectivă a îndatoririlor sale oficiale.
- conservatorism - doctrină politică apărută la reacție la liberalism și care susține vechile forme ale vieții politice, culturale și economice.

- conservatorism de stânga - ideologie politică ce combină elemente de conservatorism (păstrarea tradițiilor și valorilor culturale, respectul pentru comunitate și ordine socială etc.) cu valori și principii de stânga (egalitatea și justiția socială, protecția socială și statul bunăstării etc.).
- conservatorism fiscal - filozofie politică și economică în ceea ce privește politica fiscală și responsabilitatea fiscală care pledează pentru impozite mici, cheltuieli guvernamentale reduse și datorii publice minime.
- conservatorism național(ist) - variantă a conservatorismului care se concentrează pe susținerea identității naționale și culturale, combinând de obicei această preocupare naționalistă cu atitudini conservatoare care promovează valorile tradiționale.
- conservatorism social - ideologie de dreapta care pune accentul pe structurile tradiționale de putere în detrimentul pluralismului social și caută să se opună schimbării.

- consilier (în dreptul medieval sfetnic) - grad în ierarhia unor instituții, deținut de persoane cu o pregătire de specialitate, care au sarcina de a rezolva problemele speciale dintr-un anumit domeniu; persoană care are acest grad.
- consiliu (mai demult sfat) - organism sau un grup de persoane care se reunește pentru a discuta, analiza și recomanda acțiuni sau politici în domeniul guvernării sau al managementului.

- consiliu cetățenesc - vezi adunare cetățenească.
- consiliu muncitoresc - în socialism, organism de autoguvernare care gestiona diferite aspecte ale vieții publice, inclusiv producția industrială, agricultura și administrarea locală.

- Consiliul de Ajutor Economic Reciproc - organizație internațională de colaborare între statele socialiste, întemeiată în 1949 și desființată în 1991.
- Consiliul Economic și Social al Națiunilor Unite - grup de țări membre ale ONU, membre ale Adunării Generale a ONU care promovează cooperarea și dezvoltarea economică și socială internațională.
- Consiliul de Securitate al ONU - unul din principalele organe ale Națiunilor Unite, însărcinat cu menținerea păcii și securității internaționale.
- conspirație - vezi complot.
- constituție - legea fundamentală a unui stat, învestită cu o forță juridică superioară celorlalte legi.
- constituționalism - regim de guvernare bazat pe existența unei constituții.
- consultare publică - proces formal prin care autoritățile guvernamentale sau organizațiile relevante solicită opinia și feedbackul cetățenilor, grupurilor de interese, experților și altor părți interesate cu privire la o politică, o propunere legislativă sau un proiect specific.
- continuitate (a guvernului, în guvernare) - principiu de stabilire a unor proceduri clare de urmat pentru ca un guvern să-și poată desfășura activitățile sale esențiale de conducere în orice fel de cazuri catastrofice (așa cum ar putea fi un război nuclear).
- contract social - teorie iluministă care se referă la legitimitatea autorității statului asupra individului și prin care acesta din urmă este nevoit să i se restrângă libertatea în schimbul acceptării unui sistem legislativ; vezi și contractualism.
- contractualism - teorie politică și filozofică modernă care provine de la cea a contractului social.
- contrarevoluție - mișcare reacționară, organizată de forțele politice care au pierdut puterea în urma unei revoluții.
- control social - ansamblu de instituții, reguli, acțiuni cu scopul impunerii respectării unor modele de comportament acceptate de societate.
- controlul minții - metode psihologice utilizate mai ales de regim totalitare pentru a-și impune dominația asupra unor indivizi (sinonim: spălare a creierului).
- Convenția asupra Drepturilor Copilului - document adoptat de Adunarea Generală a Națiunilor Unite cu scopul de a asigura dezvoltarea completă a potențialului copiilor într-o atmosferă de libertate, demnitate și justiție și care definește drepturile copilului.
- Convenția de la Istanbul - tratat internațional, adoptat de Consiliul Europei în 2011, privind prevenirea și combaterea violenței împotriva femeilor și a violenței domestice.
- Convenția privind eliminarea tuturor formelor de discriminare împotriva femeilor - document adoptat de Adunarea Generală a Națiunilor Unite în 1979, având ca principal obiectiv susținerea egalității drepturilor bărbatului și femeii; vezi și UN Women.
- convenție:

- acord stabilit între două persoane sau între două grupuri sociale; contract;
- acord între două sau mai multe state care reglementează relațiile dintr-un anumit domeniu.
- Convențiile de la Geneva - patru tratate semnate la Geneva, referitoare la standardele dreptului internațional în ceea ce privește problemele umanitare.
- cordon sanitar - crearea unui consens între partide sau grupuri politice pentru a exclude de la putere sau influență o formațiune extremistă, populistă sau care amenință valorile democratice.
- corectitudine politică - concept conform căruia oamenii ar trebui să aibă grijă să nu se exprime sau să acționeze într-un fel în care ar putea să ofenseze, excludă sau marginalizeze un anumit grup de oameni dezavantajați social sau discriminați.
- corp constituit - colectivitate de persoane organizată, de obicei pe baza unei legi.
- corp diplomatic - totalitatea ambasadorilor, miniștrilor și reprezentanților străini care se află în capitala unui stat.
- corp legislativ (sau legiuitor) - totalitatea deputaților dintr-o adunare legislativă.
- corporatism:

-  formă de organizare socială sau economică în care entitățile, numite "corporații," joacă un rol semnificativ în gestionarea afacerilor publice sau economice.
- doctrină social-politică și economică ce pune accent pe organizarea și colaborarea strânsă între diferitele grupuri sociale și economice, în special între guvern, sindicate și corporații.
- corpus - culegere sau colecție de legi, texte, inscripții (vezi și codice, crestomație).
- Cortina de fier - barieră politică, militară și ideologică impusă de URSS după cel de-al Doilea Război Mondial în vederea izolării statelor comuniste și împiedicarea contactului lor cu alte țări.
- coruperea alegătorilor - formă de corupție politică, prin care anumite persoane sau grupuri încearcă să influențeze deciziile de vot ale alegătorilor prin oferirea de stimulente materiale, bani, cadouri sau alte avantaje.
- corupție - utilizarea abuzivă a puterii publice de către funcționari sau politicieni pentru câștiguri personale sau de grup, fie prin mită, fraudă, nepotism, favoritism, sau alte forme de abuz, cu efecte devastatoare asupra guvernării, economiei și societății.

- corupție endemică - formă de corupție care, spre deosebire de corupția ocazională sau sporadică, este profund înrădăcinată și sistematică într-o societate sau într-o instituție.

- cosmopolitism - concepție care susține indiferența față de locul natal și admirația față de locuri străine.
- cote de gen -  instrument folosit de țări și partide pentru a crește reprezentarea femeilor în aparatul legislativ.
- criptofascism - termen peiorativ utilizat cu scopul de a denota indivizi sau organizații care adoptă și susțin perspective fasciste, dar își ascund agenda deoarece doctrina rămâne inacceptabilă din punct de vedere social.
- criza diplomatică din Qatar din 2017 - încetarea relațiilor diplomatice între mai multe țări din lumea arabă și Qatar, acuzată că susține acțiunile teroriste ale Al-Qaida.
- criza rachetelor cubaneze - confruntare din 1962 între Uniunea Sovietică și Statele Unite în legătură cu proiectilele nucleare sovietice din Cuba.
- criză (politică) - situație gravă din viața socială, caracterizată prin diminuarea autorității puterii de stat, declin rapid al economiei, scăderea nivelului de trai al populației, instabilitate politică și socială.

- criză de guvern - interval de timp care se scurge între demisia unui guvern și formarea altuia.
- criză de regim - epocă în care un regim politic devenit instabil este pe punctul de a fi răsturnat (pe cale revoluționară sau prin lovitură de stat) și înlocuit cu altul.

- Crucea Roșie - vezi Mișcarea Internațională de Cruce Roșie și Semilună Roșie.
- cultul personalității - venerarea excesivă a personalității conducătorului aflat la putere (de exemplu: cultul personalității lui Nicolae Ceaușescu).
- cultură - totalitatea valorilor materiale și spirituale create de omenire și a instituțiilor necesare pentru comunicarea acestor valori.

- cultură politică -  subdomeniul al științelor politice care descrie modul în care cultura influențează politica.

- Cursa Spațială - competiția din a doua jumătate a secolului al XX-lea între Uniunea Sovietică și Statele Unite ale Americii, pentru supremație în explorarea spațiului cosmic.
- Curtea Internațională de Justiție - principalul organ judiciar al Națiunilor Unite, care are ca obiectiv soluționarea litigiilor dintre state; vezi și Curtea Penală Internațională.
- Curtea Penală Internațională - instanță de justiție internațională cu sediul la Haga, care are ca obiectiv judecarea persoane care au comis genociduri, crime de război și crime împotriva umanității; altă denumire: Tribunalul Penal Internațional.
- cvorum - număr minim de membri necesar, potrivit legii, pentru ca o adunare să fie valabil constituită sau să poată lua o hotărâre valabilă.

## D
- decanul corpului diplomatic - agentul diplomatic cu gradul cel mai înalt, care se găsește în fruntea corpului diplomatic al unui stat.
- Declarația de la Snagov - document semnat de către liderii partidelor parlamentare din România, care atesta acordul forțelor politice față de strategia națională pentru pregătirea aderării României la Uniunea Europeană.
- Declarația Drepturilor Omului și ale Cetățeanului - document programatic al Revoluției franceze, adoptat la 26 august 1789, de către Adunarea Constituantă.
- Declarația Universală a Drepturilor Omului - document internațional adoptat de ONU la 10 decembrie 1948, care prevede respectarea drepturilor și libertăților omului.
- declarație:

- mărturisire, afirmare deschisă a unor convingeri, opinii sau sentimente; ceea ce afirmă cineva cu un anumit prilej;
- formă de tratat internațional.
- decolonizare - procesul prin care popoarele și țările supuse regimurilor coloniale și-au dobândit independența.
- decolonizarea Africii - proces desfășurat după cel de-al Doilea Război Mondial, când locuitorii coloniilor din Africa au început să ceară independența, iar puterile coloniale și-au retras administrația de aici.
- decomunizare - înlăturarea efectelor nefaste ale comunismului.
- decret - act oficial emis de organele superioare de stat, conținând o decizie prin care se reglementează situații generale sau individuale concrete.
- de facto - expresie care caracterizează recunoașterea incompletă a unui stat de către alt stat, dar fără a stabili relații diplomatice (vezi și de iure).
- defectare:

- actul prin care un individ — de obicei un oficial guvernamental, diplomat, spion sau militar — părăsește în mod voluntar țara sa și cere azil într-o altă țară, deseori adversară sau rivală, renunțând astfel la loialitatea față de statul său de origine;
-  actul unui politician sau membru al unui partid politic de a părăsi acel partid, de obicei pentru a se alătura unui alt partid sau grup politic; printre motive se pot enumera: diferențe ideologice, oportunism, dispute interne.
- defensism - atitudine a reacțiunii din Primul Război Mondial, care, sub lozinca „apărării patriei”, urmărea atragerea maselor în acest război.
- de iure - expresie care caracterizează recunoașterea deplină a unui stat de către alt stat, urmată de stabilirea relațiilor diplomatice.
- demagog:

- liderul unui partid popular în Grecia antică;
- politician fără ascrupule, înșelător al maselor (vezi și populism).
- demarcația frontierei - operație prin care se stabilește, la fața locului, linia de frontieră dintre două state.
- demnitar - înalt funcționar de stat.
- democrație - formă de organizare și conducere a unei societăți, în care poporul își exercită (direct sau indirect) puterea.

- democrație directă - regim politic democratic în care populația („suveranul”) exercită puterea în mod direct.
- democrație funcțională - sistem democratic care funcționează în mod eficient și sănătos, îndeplinindu-și rolurile de bază fără a fi afectat de disfuncționalități majore și conținând aspectele: instituții puternice și independente, stat de drept, transparență și responsabilitate, participare cetățenească activă, respect pentru drepturile minorităților.
- democrație participativă - model politic în care cetățenii au un rol activ și continuu în luarea deciziilor care îi afectează direct, dincolo de simplul act de vot, implicându-se în mod constant în procesele decizionale prin diferite forme de participare, cum ar fi consultările publice, adunările cetățenești, dezbaterile publice, inițiativele legislative și referendumul; sinonim: democrație semidirectă.
- democrație reprezentativă - regim politic democratic în care cetățenii deleagă puterea poporului - a "suveranului" - unor reprezentanți pe care îi aleg chiar din rândurile lor, pentru a se ocupa de treburile publice.
- democrație semidirectă - vezi democrație participativă.

- dependență - subordonare economică, politică etc. a unei țări, a unui teritoriu față de o putere străină, prin limitarea libertății naționale, a dreptului suveran de a hotărî asupra dezvoltării sale.
- deschidere, cuvânt (sau discurs) de ~ - conferință inaugurală a unei reuniuni politice.
- despăgubiri de război - sumă pe care un stat răspunzător de dezlănțuirea unui război de agresiune este obligat s-o plătească statului victimă a agresiunii, pentru repararea prejudiciilor cauzate.
- deturnare de fonduri - formă de corupție se referă la actul de a folosi în mod abuziv sau ilegal bani sau resurse care sunt destinate pentru un anumit scop public sau proiect pentru scopuri personale, private sau nelegitime.
- deținut politic - persoană condamnată la închisoare din motive politice.
- deviză - formulă care exprimă concis ideea călăuzitoare a unei persoane, grup, organizații.
- dezarmare - ansamblul de măsuri în scopul lichidării sau limitării armamentului și a forțelor militare ale statelor.
- dezbatere publică - proces prin care cetățenii, organizațiile și alte părți interesate își pot exprima opiniile, preocupările și sugestiile și astfel pot participa la luarea deciziilor publice prin discuții deschise și transparente.
- dezumanizarea adversarului:

- strategie retorică și ideologică prin care o persoană, un grup social sau o comunitate este privată simbolic de trăsăturile umane, fiind descrisă în termeni care o plasează sub nivelul umanității⁠(d);
- portretizarea adversarilor politici ca fiind periculoși, inferiori, iraționali sau chiar ca „dușmani ai umanității”, pentru a justifica acțiuni împotriva lor și pentru a reduce empatia sau sprijinul public față de aceștia.
- diar(c)hie - formă de guvernare în care două persoane conduc împreună, având puteri și autoritate egale.
- dictator - conducător de stat cu puteri discreționare (vezi și absolutism, despotism).
- dictatura proletariatului - concept din filozofia marxistă care preconiza preluarea puterii de stat de către proletariat în perioada cuprinsă între revoluția socialistă și instaurarea societății socialiste; vezi și bolșevism.
- dictatură - regim politic în care puterea se află concentrată în mâinile unei persoane, numite dictator (vezi și absolutism, despotism).
- diplomat - persoană oficială care are misiunea de a întreține relații cu reprezentanții oficiali ai altor state sau de a trata în numele statului său.
- diplomație:

- activitate, îndeplinită de organele statului și de reprezentanții și agenții săi peste graniță, care asigură realizarea sarcinilor politicii externe a statului;
- ramură a științelor politice care se ocupă de relațiile internaționale;
- arta de a conduce și de a practica negocierile între state.
- direcție - subdiviziune în sistemul de organizare a unui minister, a unui organ central etc., care conduce o anumită ramură de activitate a instituției respective.
- discriminare:

- politică prin care un stat sau o categorie de cetățeni ai unui stat sunt lipsiți de anumite drepturi pe baza unor considerente nelegitime;
- orice diferență sau preferință bazată pe rasă, religie, sex, opinie politicã, origine socială, care are ca efect alterarea egalității de șanse sau tratament a unei persoane în ceea ce privește locul de muncă sau profesia.
- discriminare pozitivă - politică ce combate discriminarea susținând minoritățile defavorizate; altă denumire: acțiune afirmativă.

- discurs de instigare la ură - formă de exprimare (prin cuvinte, imagini, gesturi sau alte mijloace) care incită la discriminare, ostilitate, violență sau ură împotriva unui grup de persoane sau a unui individ pe baza unor caracteristici precum: rasă, etnie, religie, sex, orientare sexuală, apartenență politică.
- disidență - manifestare a unei persoane care este în dezacord cu puterea poitică sau are păreri sau opinii deosebite față de colectivitatea, organizația etc. din care face parte.
- dispute teritoriale - conflicte între două sau mai multe state sau entități politice, care revendică același teritoriu sau care au neînțelegeri privind granițele existente și care pot conduce la conflicte diplomatice, economice sau chiar militare.
- disparitate de putere - distribuția inegală a puterii politice în cadrul unei societăți sau organizații.
- distorsionarea adevărului - difuzarea de informații false sau prin prezentarea selectivă a unor fapte într-un mod care susține o anumită poziție politică; este utilizată în special în campaniile electorale, unde candidații sau grupurile de interese încearcă să câștige sprijinul alegătorilor; vezi și propagandă.
- diviziune digitală - discrepanța dintre populația (persoanele, instituțiile etc) care are (au) acces la  tehnologia informațională digitală și beneficiază de avantajele acesteia, și, pe de altă parte, persoanele care nu au acces la această facilitate.
- doctrină - totalitatea principiilor, tezelor unui sistem politic.

- Doctrina Brejnev - model de politică externă sovietică care permitea doar anumită "suveranitate limitată" a partidelor comuniste, dar niciunei țări nu-i era permis să părăsească Pactul de la Varșovia sau să deranjeze monopolul comunist al puterii în statele socialiste.
- Doctrina Monroe - doctrină a SUA formulată în 1823, conform căreia puterile europene nu vor mai coloniza și nu se vor mai amesteca în afacerile interne ale statului american.
- Doctrina Reagan - strategie americană politico-militară din perioada lui Ronald Reagan pentru înlăturarea influențelor comuniste și sovietice din Africa, Asia și America Latină.
- Doctrina Sinatra - numele dat în timpul lui Mihail Gorbaciov doctrinei politice sovietice, descriind noua abordare a politicii externe, prin care URSS permitea țărilor membre ale Pactului de la Varșovia să-și determine propria cale în domeniul politicii interne.
- Doctrina Stimson - politică a guvernului federal al Statelor Unite enunțată în 1932 la adresa Japoniei și Chinei cu privire la nerecunoașterea modificărilor teritoriale obținute prin forța armelor.
- Doctrina Truman - program al politicii externe americane pentru combaterea "pericolului comunist" în lume.

- DPKO - departament al Națiunilor Unite, care este însărcinat cu planificarea, pregătirea, gestionarea și conducerea operațiunilor de menținere a păcii ale ONU.
- Drang nach Osten - expresie care desemnează politica de cucerire germană între Elba și Oder până spre țărmurile Balticii (secolele X-XIII), reluată de Hitler în cadrul planului său de creare a unui „spațiu vital” pentru „rasa superioară”.
- drapel național - drapel care simbolizează un stat.
- dreapta (politică) - orientare ce promovează valori precum tradiția, proprietatea privată, inițiativa individuală, libertatea economică și un guvern limitat și ale cărei poziții ideologice variază de la conservatorism la liberalism economic, până la naționalism și alte forme de gândire politică; vezi și populism de dreapta.

- dreapta creștină - doctrină care combină valorile religioase creștine cu conservatorismul, având drept obiectiv influențarea politicilor publice și a legislației pentru a reflecta principiile morale și religioase creștine.

- drept de azil - drept al unei persoane persecutate pentru convingerile sale politice sau religioase în țara sa de origine, de a se stabili pe teritoriul altei țări.
- drept de veto - dreptul pe care îl deține șeful statului sau o altă persoană de a se opune adoptării unei propuneri sau hotărâri.
- drept electoral pasiv - dreptul de a fi ales în diverse organe legislative.
- Drept între popoare - titlu acordat de Statul Israel celor care și-au riscat viața pentru a ajuta evreii prigoniți în perioada Holocaustului.
- drept de legație - dreptul unui stat de a trimite și de a primi agenți diplomatici; vezi și legație.
- dreptul la educație - aspect fundamental al drepturilor omului și al dezvoltării sociale și economice; se referă la accesul universal și egal la o educație de calitate, fără discriminare și fără constrângeri financiare sau sociale.
- dreptul la sănătate - drept uman fundamental care implică responsabilități semnificative pentru guvernele naționale și instituțiile internaționale în asigurarea accesului universal la servicii de sănătate adecvate și la condițiile necesare pentru o stare de sănătate optimă.
- drepturi civile și politice - drepturi care protejează libertatea indivizilor de încălcarea de către guverne, organizații sociale și persoane private și care se referă la participarea cetățenilor la viața obștească și la conducerea treburilor societății.
- drepturi exclusiv politice - drepturi care sunt legate strict de participarea la viața politică și administrativă a unui stat, cum ar fi: dreptul de vot, dreptul de a fi ales, dreptul de a participa la referendumuri, dreptul de a se asocia în partide politice, dreptul de a participa la adunări și proteste politice.
- dualism - teorie conform căreia dreptul internațional și dreptul intern sunt două sisteme juridice separate și distincte, iar normele dreptului internațional nu sunt direct aplicabile în dreptul intern al statelor, ci trebuie transpuse sau integrate în legislația internă prin acte legislative sau alte proceduri interne; vezi și monism.
- dușman al poporului - vezi inamic al poporului.

## E
- e-activism - vezi activism pe internet.
- e-campanii - vezi activism pe internet.
- echitate socială - concept care se referă la distribuirea justă a resurselor, oportunităților și drepturilor într-o societate, astfel încât toți indivizii să aibă acces la beneficiile societății în mod egal sau în funcție de nevoile și capacitățile lor individuale.
- economie naturală - tip de economie în care produsul activității umane este destinat în totalitate consumului producătorului.
- economie de piață - formă modernă a economiei, bazată de proprietatea privată asupra mijloacelor de producție, în care producția este guvernată de legea cererii și ofertei.
- economie dirijată - economie în care piața și mecanismele ei au fost înlocuite de planificarea tuturor activităților de către stat.
- educație politică - procesul de informare, formare și sensibilizare a cetățenilor cu privire la sistemele politice, instituțiile de guvernare, valorile democratice, drepturile și responsabilitățile civice, cu scopul de a promova implicarea activă și responsabilă în viața publică și în procesul decizional.
- efect de undă secundară - propagarea în mod neașteptat a efectelor unei decizii politice în alte domenii și cu consecințe negative, greu de controlat.
- efect descurajant:

- utilizarea tacticilor sau a politicii pentru a intimida sau a descuraja adversarii politici sau criticii de a-și exprima opiniile sau de a acționa împotriva unei guvernări sau a unei puteri existente;
- impactul unei acțiuni sau politici asupra indivizilor sau grupurilor care îi determină să se abțină de la exercitarea drepturilor lor fundamentale din teama consecințelor negative.
- egalitarism - concepție social-politică utopică, care preconizează împărțirea egală a bunurilor, indiferent de aportul individual la producerea lor, nivelarea, egalizarea retribuirii muncii, a trebuințelor și consumului personal al membrilor societății.
- egalitatea de șanse între bărbați și femei - drept fundamental al Uniunii Europene care stipulează ca femeile și bărbații să beneficieze de șanse egale în toate domeniile de activitate.
- egalitate în drepturi - drept fundamental al tuturor cetățenilor de a participa la viața economică, politică și social-culturală, fără deosebire de rasă, naționalitate, sex sau religie.
- electorat - ansamblul cetățenilor care au dreptul legal de a vota într-o anumită țară, regiune sau unitate administrativă.
- eligibilitate - condițiile pe care o persoană trebuie să le îndeplinească pentru a putea candida pentru o funcție politică sau pentru a participa la procesul electoral.
- embargó:

- interzicerea de către un stat a schimburilor comerciale cu un alt stat;
- reținere de către un stat a navelor comerciale sau a mărfurilor inamicului, aflate în porturile statului respectiv.
- eminență cenușie - personaj puternic și influent (în politica unui stat), care determină din umbră și fără răspundere decizii hotărâtoare; de exemplu: călugărul François Leclerc du Tremblay, aflat în slujba cardinalului Richelieu.
- emir - titlu dat, în țările din Orient, unui conducător (principe, guvernator) musulman.
- escrache - numele, dat în Argentina și alte tări de limbă spaniolă, unei forme de manifestație publică adresată unor persoane considerate responsabile de infracțiuni, cel mai adesea încălcarea drepturilor omului sau corupție politică.
- etatism -  doctrină politică potrivită căreia statul trebuie să intervină direct în viața economică și socială; vezi și antietatism.
- etnicism - vezi naționalism etnic.
- etnocrație - structură politică în care aparatul de stat este controlat de către grupul etnic dominant cu scopul de a-și apăra interesele, puterea și resursele.
- etnodiferențialism - vezi etnopluralism.
- etnopluralism - concept din terminologia Nouvelle Droite prin care se denotă că „toate popoarele” au dreptul la autodeterminare și „dreptul la identitate”; altă denumire: etnodiferențialism.
- etnostat alb - formă statală, propusă de grupări politice aparținând supremației albe, în care dreptul la cetățenie și dreptul de ședere este acordat strict persoanelor albe, iar accesul persoanelor de culoare este interzis.
- Eurabia - termen care se referă la o teorie conspirativă, conform căreia elemente globaliste intenționează ca populația musulmană din Europa să devină majoritară în termen de câteva generații.
- eurocentrism - viziune a lumii centrată pe civilizația occidentală, ajungându-se până la susținerea colonialismului european și a altor forme de imperialism.
- executiv (organ ~) - organ de stat cu funcții de organizare și de asigurare a executării legilor.
- exod al intelectualilor (sau exod al creierelor) - termen care se referă la emigrarea masivă a unor grupuri de intelectuali sau de persoane bine pregătite profesional dintr-o anumită țară, altă denumire: brain-drain.
- expansionism -  atitudine prin care se urmărește extinderea politică și economică asupra unui teritoriu străin, fiind susținută în special prin politici guvernamentale.
- expansiune:

- extindere a influenței și dominației economice și politice a unui stat asupra altuia; acaparare de teritorii străine (exemple: expansiunea SUA (1865–1918) și expansiunea teritorială a SUA);
- dezvoltare economică impetuoasă.
- expulzare - ordin dat de puterea unui stat sau organele judiciare (act de expulzare) unui străin de a părăsi țara.
- extrateritorialitate - situația în care un anumit teritoriu nu este considerat a fi sub jurisdicția legală a autorităților din țara respectivă.
- extrema dreaptă - termen care desemnează mișcările politice cele mai de dreapta, deci caracterizate prin naționalism excesiv, tradiționalism religios, xenofobie, belicism, rasism.
- extrema stângă - denumirea dată mișcărilor politice radicale, care au caracter de stânga (punând accentul, așadar, pe egalitarism și idealurile de dreptate socială) și care folosesc mijloace violente (atentate, revoluții etc.) în vederea atingerii scopurilor lor politice.

## F
- fabianism - doctrină care preconiza trecerea treptată, pe calea reformelor, de la capitalism la socialism.
- facțiune - grup de persoane unite pe baza unor interese politice comune și care se manifestă violent (vezi și fracțiune).
- falangă - (În concepția lui Fourier) celulă social-economică primară formată din 1 500-2 000 de oameni care trebuia să funcționeze ca o asociație bazată pe îndeletniciri agricole.
- FAO - vezi Organizația pentru Alimentație și Agricultură.
- fascism:

- ideologie apărută în Europa după Primul Război Mondial, caracterizându-se prin naționalism extremist, misticism, violență, cultul forței, intoleranță față de alte partide, promovarea rasismului etc., nazismul fiind o formă a sa;
- regim politic instaurat pe baza acestui curent.
- - fascism clerical - ideologie care combină doctrinele politice și economice ale fascismului cu clericalismul.
- federalism - concepție și acțiune politică și juridică în vederea grupării mai multor state într-o federație.
  - federalism etnic - sistem federal de guvernare națională în care unitățile federate sunt definite și segregate de etnie.
- federație:

- stat format prin asociația mai multor state, care își păstrează organizarea lor proprie;
- grupare a unor asociații din mai multe state sau din același stat în vederea unor scopuri comune.
- feminaționalism - termen care combină feminismul și naționalismul și care sugerează că anumite partide, organizații sau grupuri pot folosi mișcarea feministă pentru a susține și promova o agendă politică naționalistă sau xenofobă; vezi și homonaționalism.
- feminism - mișcare socială care susține egalitatea în drepturi a femeii cu bărbatul în toate sferele de activitate; vezi și mișcarea feministă.

- feminism liberal - formă a teoriei politice feministe ce se concentrează pe egalizarea drepturilor între femei și bărbați.
- feminism marxist - ramură a feminismului bazată pe teoriile lui Karl Marx.
- feminism socialist - ramură a feminismului care pune accentul pe lupta împotriva "oprimării" economice și culturale a femeilor.

- Fereastra Overtoniană - gama de politici acceptabile din punct de vedere politic pentru masele populației la un moment dat.
- filibuster⁠(d) - formă de obstrucționism folosită în parlamente, în special în Senatul SUA, pentru a împiedica sau întârzia adoptarea unei legi sau a unei hotărâri și care se realizează prin prelungirea dezbaterilor, prin discursuri foarte lungi sau prin alte metode procedurale, cu scopul de a bloca sau amâna votul final.
- Flat Earth Society - organizație conspiraționistă cu sediul la Lancaster, California, care susține teoria pământului plat.
- Fondul Internațional pentru Urgențe ale Copiilor al Națiunilor Unite (UNICEF) - orgasnizație internațională, creată de ONU, cu scopul de ajuta copiii din țările devastate de război cu alimente, medicamente și îmbrăcăminte.
- fonduri publice - resursele financiare deținute și gestionate de autoritățile guvernamentale la diferite niveluri (local, regional, național) și care sunt utilizate pentru a finanța activități și servicii publice și care provin din impozitele și taxele plătite de cetățeni și de companii, dar pot include și alte surse de venit, cum ar fi taxele de utilizare a serviciilor publice, donațiile sau granturile externe.
- formație social-economică - categorie ce desemnează o treaptă istorică determinată a dezvoltării societății, caracterizată printr-un nivel determinat al forțelor de producție, prin relațiile de producție corespunzătoare acestora și o suprastructură generată de aceste relații.
- formă de guvernământ - mod de organizare și de funcționare a conducerii statului.
- Forța Internațională de Asistență pentru Securitate - misiune de securitate condusă de NATO în Afganistan, în contextul războiului din această țară.
- fracțiune (vezi și facțiune):

- (într-un partid politic) grupare organizată care se împotrivește liniei generale a partidului sau se desolidarizează într-o problemă anumită, elaborând o altă poziție;
- grup parlamentar compus din reprezentanții aceluiași partid.
- fragmentare - divizarea spectrului politic într-un număr mare de partide, grupuri sau facțiuni care împart electoratul și locurile în parlament sau alte organe de guvernare, ceea ce conduce la dificultăți în formarea unei majorități stabile și clare, afectând eficiența guvernării și procesul decizional.
- Françafrique - termen care se referă la relația Franței cu Africa.
- fraudă electorală - manipularea rezultatelor alegerilor prin diverse mijloace, cum ar fi cumpărarea de voturi, intimidarea alegătorilor, falsificarea buletinelor de vot sau manipularea listelor electorale.
- Frăția Ortodoxă - organizație neolegionară  de extremă-dreaptă din România, afiliată cu partidul politic Noua dreaptă.
- Frontul al-Nusra -  miliție jihadistă sunită care luptă împotriva forțelor guvernamentale siriene în Războiul Civil Sirian, cu scopul declarat de a înființa un stat islamist în Siria.
- Frontul Popular pentru Eliberarea Palestinei - organizație palestiniană, seculară, marxist-leninistă, fondată în 1967, fiind una din grupările ce compun OEP.
- funcționar public - persoană angajată într-o poziție administrativă sau executivă în cadrul unui guvern sau al unei instituții publice și responsabilă de implementarea politicilor, administrarea serviciilor publice și asigurarea funcționării eficiente și corecte a instituțiilor statului.
- fuziune - operațiune juridică prin care două sau mai multe partide se grupează într-unul singur.

## G
- G77 - organizație internațională a Națiunilor Unite ce cuprinde, din noiembrie 2013, 134 de țări membre, în mare parte în curs de dezvoltare.
- G8 - grupul țărilor dezvoltate economic: Canada, Franța, Germania, Italia, Japonia, Regatul Unit al Marii Britanii și al Irlandei de Nord, Statele Unite ale Americii și Rusia; vezi și BRIC.
- G-20 - bloc de țări în curs de dezvoltare fondat în 2003 la o conferință a Organizației Mondială a Comerțului; altă denumire: Grupul celor 20.
- gentlemen's agreement⁠(d) - acord informal între două sau mai multe părți (acorduri diplomatice, coaliții guvernamentale), bazat exclusiv pe încredere reciprocă, onoare și respectarea cuvântului dat, fără a fi consfințit în scris sau prin forță juridică.[necesită citare]
- geolibertarianism - ideologie politică și economică ce integrează libertarianismul cu georgismul.
- geopolitică:

- știință politică ce studiază influența poziției geografice a unui stat asupra politicii sale;
- teorie pseudoștiințifică ce susține că politica unui stat ar fi influnețată de poziția sa geografică.
- gerontocrație - sistem de guvernare în care puterea politică sau conducerea aparține bătrânilor.
- georgism - concepție de economie politică ce susține că proprietatea privată a pământului generează inegalități sociale; vezi și geolibertarianism.
- gerrymandering - practică politică prin care limitele electorale ale unui anumit district sunt manipulate în mod intenționat pentru a favoriza un anumit partid politic și acesta prin rearanjarea granițelor electorale pentru a obține un avantaj electoral injust sau pentru a diminua puterea de vot a unui anumit grup de alegători.
- ghost skin - termen utilizat de către membrii comunităților supremațiste pentru a denota un membru care nu își susține în mod public ideologia cu scopul de a se integra în societate și a promova idei rasiste.
- Glasnost - concept de transparență introdus de secretarul general Mihail Gorbaciov în cea de-a doua jumătate a anilor 1980 în instituțiile guvernamentale și în viața civilă din Uniunea Sovietică.
- globalizare - fenomen de transformare a lumii într-o unitate, care se manifestă la scara întregului glob prin crearea de instituții și organisme politice suprastatale, printr-o politică economică și de securitate comună etc.
- globalizarea modernă timpurie - vezi protoglobalizare.
- greenwashing - practica unor organizații, guverne sau politicieni de a prezenta acțiunile sau politicile lor ca fiind mai ecologiste decât sunt în realitate, pentru a câștiga sprijinul publicului sau pentru a obține încrederea și voturile oamenilor prin asocierea cu cauzele sau valorile ecologiste.
- grevă - încetarea activității în semn de protest pentru a determina patronatul să dea curs anumitor revendicări.

- grevă a foamei - formă de protest care constă în refuzul hranei, de către o persoană sau un grup de persoane.

- Groupe Union Défense - uniune studențească franceză de extremă-dreapta, fondată în 1968.
- grup de interese - organizație sau un colectiv de indivizi care se unesc pentru a promova o anumită cauză, idee sau interes comun și care își propun să influențeze deciziile politice, legislația și politicile publice în favoarea intereselor pe care le reprezintă.
- grup de presiune (sau grup de interese) - persoane care își propun să promoveze sau să apere o anumită cauză sau interes comun sau să influențeze în parlament, în guvern, adoptarea unei hotărâri (exemplu: lobbyul evreiesc); poate fi format din oameni care au aceleași opinii, valorile sau interese economice, sociale sau politice; sinonim: (grup de) lobby.
- Grupul Bilderberg - întrunire anuală a unor personalități politice și de afaceri din Europa și din SUA.
- Grupul celor 20 - vezi G-20.
- Grupul de la Visegrád - organizație de cooperare formată din patru state central-europene: Cehia, Polonia, Slovacia și Ungaria, asociere similară uniunii economice vest-europene Benelux.
- guvern - organ central al statului care exercită puterea executivă.

- guvern alternativ - guvern din umbră.
- guvern central - autoritatea principală care exercită puterea și controlul asupra unui stat, având jurisdicție asupra întregului teritoriu național, fiind responsabil de luarea deciziilor majore privind politica internă, externă, economică, militară.
- guvern de coaliție - vezi coaliție guvernamentală.
- guvern federal⁠(d) - structura centrală de conducere dintr-un sistem politic federal, în care puterea este împărțită între nivelul național (federal) și unități politice regionale (cum ar fi state, provincii sau landuri) și care, spre deosebire de un sistem unitar, acordă autonomie semnificativă guvernelor locale⁠(d), fiecare având propriile competențe bine definite prin constituție.
- guvern în exil - entitate politică formată din membri ai unui guvern anterior al unei țări sau regiuni care au fost forțați să părăsească teritoriul lor din cauza unor circumstanțe precum ocupația străină, războiul civil sau lovitura de stat.
- guvern limitat - guvern ale cărui puteri sunt limitate de Constituție.
- guvern local - nivelul de administrație publică ce operează în cadrul unei unități administrative specifice, cum ar fi un oraș, o comună, un județ, o regiune sau o provincie; este responsabil de gestionarea problemelor locale și de furnizarea serviciilor publice în comunitățile pe care le administrează.
- guvern majoritar⁠(d) - guvern format de un partid politic sau de o coaliție care deține peste 50% din mandatele parlamentare, având astfel o majoritate absolută necesară pentru a adopta legi și a implementa politici fără a depinde de sprijinul altor forțe politice.
- guvern minoritar⁠(d) - tip de guvern format atunci când partidul sau coaliția aflată la putere nu deține majoritatea absolută a locurilor în parlament sau într-un alt organ legislativ și astfel trebuie să colaboreze cu alte partide pentru a asigura sprijinul necesar adoptării legilor și menținerii stabilității politice⁠(d).
- Guvern Mondial - idee politică ce prevede crearea unei structuri de guvernare globale care să aibă autoritate asupra tuturor națiunilor și să reglementeze problemele la nivel mondial, cum ar fi: schimbările climatice, războaiele și conflictele internaționale, foametea, sărăcia și sănătatea globală⁠(d).
- guvern provizoriu - guvern numit pentru o perioadă scurtă de timp, de tranziție.

- guvernanță - ansamblul de principii, procese și mecanisme prin care este exercitată și coordonată puterea și resursele într-o societate, asigurând transparență, responsabilitate, participare civică și eficiență în luarea deciziilor și implementarea politicilor.
- guvernare - procesul prin care autoritățile exercită puterea și iau decizii pentru a conduce și administra o comunitate, o regiune sau un stat și care implică un set de activități și mecanisme prin care sunt stabilite, implementate și monitorizate politici și legi în scopul gestionării treburilor publice și asigurării ordinii și bunăstării sociale și anume: procesul decizional, instituții și structuri de putere, responsabilitate și transparență, participare și reprezentare, respectarea statului de drept.

- guvernare deschisă - termen care se referă la transparența, participarea publică și responsabilitatea guvernelor față de cetățeni, cu scopul de a facilita un acces mai larg la informațiile publice, de a încuraja participarea activă a cetățenilor în procesul de luare a deciziilor și de a promova un climat de încredere între autorități și societate.
- guvernare electronică - aplicație a tehnologiei informației pentru oferirea de servicii administrative, schimbul de informație, tranzacțiile comunicaționale, integrarea diferitelor sisteme și servicii autonome între guvern, cetățean și mediul de afaceri.
- guvernare participativă - proces prin care cetățenii și grupurile interesate sunt implicați în procesul decizional și în implementarea politicilor publice, deci autoritățile publice și cetățenii colaborează în vederea dezvoltării și implementării politicilor și programelor care afectează comunitatea.

- guvernator - persoană care conduce, în numele șefului statului, o unitate administrativ-teritorială mai mare sau un teritoriu dependent.

## H
- Hamas - organizație paramilitară palestiniană islamistă, al cărei scop declarat este cucerirea teritoriilor aflate în prezent în cadrul statului Israel, Cisiordania și Fâșia Gaza.
- heteropatriarhat - sistem sociopolitic în care genul masculin și heterosexualitatea au supremație asupra alte genuri și alte orientări sexuale.
- hinterland:

- regiune învecinată cu o posesiune colonială;
- termen care indică starea de aservire a unei țări față de altele cu o economie mai dezvoltată;
- zonă imediată și apropiată de aprovizionare cu mărfuri a unui oraș.
- homonaționalism - termen care descrie fenomenul în care anumite țări sau grupuri politice folosesc drepturile LGBTQ pentru a justifica politicile lor naționaliste sau xenofobe; vezi și feminaționalism .

## I
- identitate națională - sentimentul colectiv de apartenență al unui grup de oameni la o națiune, bazat pe factori comuni, cum ar fi istoria, cultura, limba, religia, tradițiile și valorile; definește modul în care oamenii se percep ca membri ai unei națiuni distincte și cum se raportează la alte grupuri sau națiuni.
- Identity Evropa - organizație americană neonazistă și supremațistă, înființată în martie 2016 și relansată în martie 2019 sub denumirea American Identity Movement.
- ideologie politică - totalitatea ideilor, concepțiilor care reflectă interesele și aspirațiile unui partid, unei pături sociale.
- ilegalist - membru (de obicei activist) al unui partid politic sau al unei mișcări aflate în afara legii.
- Illuminati - denumire care se referă la mai multe grupuri și mișcări, reale sau fictive, despre care se susține că vor să instaureze Noua Ordine Mondială.
- imperialism - politica unui stat mai puternic din punct de vedere politic, economic, militar pentru a-și extinde influența asupra altor state și teritorii mai puțin dezvoltate.
  - imperialism cultural - politică imperialistă prin care o națiune mai puternică își promovează și impune cultura în defavoarea altor state mai puțin influente; altă denumire: colonialism cultural.
- Imperiul Răului - expresie folosită de Ronald Reagan la adresa URSS, susținând că numai acesta este vinovată pentru escaladarea cursei înarmării.
- imunitate - ansamblul de drepturi și privilegii de care se bucură anumite categorii de persoane.

- imunitate diplomatică - totalitate drepturilor de care se bucură reprezentanții și misiunile diplomatice, familiile acestora și personalul administrativ în țara în care au fost acreditați.
- imunitate parlamentară - starea juridică a membrilor parlamentului, care nu pot fi arestați sau trimiți în judecată fără încuviințarea instituției din care fac parte.

- inamic - statul beligerant adversar și tot ceea ce aparține acestuia.

- inamic al poporului (sau de clasă) - denumire utilizată în comunism pentru opozanții politici; altă denumire: dușman al poporului.

- inamovibilitate - situația juridică a unor anumite categorii profesionale (cum ar fi magistrații) ai căror membri nu pot fi destituiți sau mutați în mod arbitrar (cum ar fi în situația schimbării partidelor adflate la putere).
- incident de frontieră - vezi: conflict de frontieră.
- incident diplomatic - eveniment sau o acțiune care provoacă tensiuni sau conflicte între două sau mai multe state, afectând relațiile lor diplomatice; aceste incidente pot varia de la neînțelegeri minore la dispute grave, care pot amenința cooperarea politică, economică sau militară dintre țări; altă denumire: incident internațional.
- incident internațional - vezi: incident diplomatic.
- independență - situație a unui stat care beneficiază de libertate politică, economică, națională.
- Indicele de Dezvoltare Durabilă al Societății - nivelul global de dezvoltare durabilă a 151 de țări, utilizat pentru monitorizarea progresului acestora în parcursul lor către o dezvoltare durabilă, pentru stabilirea priorităților în acest domeniu, în scopuri educative, pentru cercetări și dezvoltări ulterioare.
- informații publice - date și documente deținute de instituții și autorități publice, care sunt accesibile cetățenilor conform legii și pot fi consultate, utilizate și diseminate, cu scopul asigurării transparenței, responsabilității și implicării cetățenilor în guvernare.
- Inițiativa celor Trei Mări - platformă politică a țărilor membre UE din Europa Centrală și de Est, al cărei scop este stimularea cooperării în regiune, accelerarea proceselor de modernizare a infrastructurii și consolidarea independenței energetice.
- Inițiativa Central Europeană - forum de cooperare regională în Europa Centrală și de Est, fondat în 1989.
- inițiativa cetățenească - formă de democrație directă prin care cetățenii pot propune direct proiecte de lege, politici publice sau modificări legislative, fără a depinde de inițiativa unui partid politic sau a unui organ guvernamental; este o formă de participare activă a cetățenilor în procesul decizional, având ca scop influențarea directă a cadrului legislativ sau politic.[necesită citare]
- instabilitate (politică) -  situație în care guvernul, instituțiile politice sau sistemul politic al unui stat sunt instabile, imprevizibile sau vulnerabile la schimbări bruște și adesea necontrolate; poate conduce la dificultăți în guvernare, conflicte interne, crize economice și sociale, și, în cazuri extreme, la violență sau chiar la răsturnarea guvernului.
- instituție centrală - organizație sau entitate principală care deține autoritatea supremă într-un stat și responsabilitatea pentru luarea deciziilor și gestionarea unei anumite funcții sau a unui domeniu specific; exemple: guvernul național, banca centrală, agențiile naționale.
- instituție publică - organizație sau entitate creată și finanțată de stat, care are rolul de a presta servicii publice, de a implementa politici guvernamentale și de a administra diferite domenii ale vieții sociale, economice, culturale și politice în interesul public; exemple: ministerele, primăriile, agențiile de stat, școlile și universitățile publice, spitalele publice.
- instrument de ratificare - document special prin care se ratifică un tratat internațional.
- insurecție - formă de luptă deschisă împotriva unui regim, cu participarea maselor populare.
- integritate - termen care se referă la comportamentul etic al persoanelor implicate în politică, funcționarilor publici și a altor actori politici; implică respectarea principiilor de onestitate, corectitudine, transparență și responsabilitate în exercitarea funcțiilor publice și în interacțiunea cu cetățenii și alte părți interesate.

- integritate teritorială - menținerea granițelor unui stat, fără modificări impuse de alte state.

- interes public - binele comun sau beneficiul general al societății și al cetățenilor, principiu care ghidează deciziile și acțiunile autorităților și instituțiilor publice, având ca scop satisfacerea nevoilor și drepturilor fundamentale ale comunității, protejarea bunăstării sociale, promovarea justiției și menținerea siguranței și ordinii publice.
- interzicerea simbolurilor comuniste - măsură legislativă sau administrativă prin care este prohibită folosirea în spațiul public a însemnelor asociate ideologiei comuniste.
- Internaționala Situaționistă - organizație europeană a revoluționarilor sociali, alcătuită din artiști avangardiști, intelectuali și teoreticieni politici, care a activat în perioada 1957 - 1972.
- internaționalism - mișcare politică care pledează pentru o mai bună cooperare economică și politică între națiuni, în beneficiul teoretic al tuturor.
- interpelare parlamentară - întrebare adresată de un parlamentar guvernului sau unui ministru pentru a obține explicații în legătură cu activitatea.
- iredentism

- mișcare de eliberare a teritoriilor aflate sub ocupație străină.
- mișcare politică șovină care urmărește anexarea unor teritorii străine, în care conaționalii sunt minoritari.
- islamofobie -  fenomen de prejudecată împotriva musulmanilor, care se manifestă în general prin atitudini dezaprobatoare, violență, discriminare, sau aplicarea de stereotipuri, multe dintre ele întreținute de mass-media.
- izolaționism - politică a unui stat care se izolează și nu participă la soluționarea problemelor internaționale.

## Î
- împroprietărire - act al statului prin care se atribuie unei persoane un teren, o casă etc.
- Înaltul Comisar al ONU pentru drepturile omului - departament al Secretariatului Națiunilor Unite care lucrează pentru promovarea și protejarea drepturile omului care sunt garantate de dreptul internațional și stipulate în Declarația Universală a Drepturilor Omului din 1948.
- Înaltul Comisariat al Națiunilor Unite pentru Refugiați - agenție a Națiunilor Unite mandatată să protejeze și să ofere ajutor refugiaților și ajută la repatrierea acestora sau reinstalarea într-o altă țară; altă denumire: Agenția ONU pentru Refugiați.
- îndoctrinare - acțiunea de convingere a cuiva privind adevărul unei doctrine; inițierea într-o doctrină.
- înghețare a relațiilor diplomatice - suspendarea temporară a interacțiunilor oficiale între două state, fără a întrerupe complet legăturile diplomatice, ca urmare a unor tensiuni politice, conflicte sau neînțelegeri grave, contactele și cooperarea dintre țări fiind reduse la minimum.
- însărcinat cu afaceri - agent diplomatic cu rangul cel mai mic.
- însărcinat cu afaceri ad-interim - dimplomatul cu rangul cel mai mare dintr-o reprezentanță diplomatică care înlocuiește șeful reprezentanței în absența acestuia.

## J
- Jihadul Islamic Palestinian - organizație islamistă palestiniană fondată în 1981, al cărui obiectiv este distrugerea Statului Israel și fondarea unui stat palestinian suveran și islamic.
- joc de imagine - metode utilizate de politicieni pentru a-și îmbunătăți imaginea publică în ochii alegătorilor sau în mass-media și care poate implica manipularea sau prezentarea selectivă a informațiilor pentru a crea o imagine favorabilă sau pentru a ascunde aspecte negative.
- jumătate de adevăr - prezentarea selectivă a informațiilor sau la utilizarea unei părți adevărate a unei probleme pentru a sprijini sau a susține un anumit argument sau poziție politică, ignorând sau distorsionând alte aspecte relevante pentru a crea o percepție sau înțelegere incorectă sau incompletă a situației.
- juntă militară (în America Latină):

- grup insurgent care cucerește puterea locală.
- guvernare instaurată în urma unei lovituri de stat.
- jurământ - formulă solemnă prin care președintele țării sau un ministru, la începerea mandatului, se angajează să-și facă datoria față de popor, de țară.

## K
- Kalergi, planul ~ -  teorie conspirativă de extremă-dreapta, conform căreia se încearcă amestecarea raselor albe europene cu alte rase prin intermediul imigrației.
- kompromat - informație compromițătoare despre un politician, un om de afaceri sau altă figură publică, utilizată pentru a produce o publicitate negativă sau pentru șantaj.

## L
- laburism - (în Regatul  Unit) doctrină politică bazată pe relația strânsă dintre reprezentanții politici și sindicate.
- lagăr:

- loc de internare a prizonierilor de război (lagăr de prizonieri de război) sau unde sunt închiși, în regimurile totalitare, cei considerați ostili regimului.
- totalitatea statelor, a oamenilor care militează pentru aceleași scopuri sau idei social-politice (exemplu: lagărul socialist).
- lagăr de concentrare - loc în care, în regimurile reacționare sau totalitare, sînt închiși și ținuți izolați cetățeni progresiști sau opozanții politici, religioși sau din considerente rasiale, puși în afara legilor.
- lagăr socialist - totalitatea statelor totalitare, satelite ale Moscovei.
- laicizare - separarea de biserică a unei instituții.
- laissez-faire - doctrină politică din Franța secolului al XVII-lea, care susține liberul schimb și libera concurență și neintervenția statului în economie (vezi și neoliberalism).
- landtag:

- adunarea reprezentanților pe stări în principatele germane din timpul Evului Mediu;
- organul reprezentativ al puterii în statele germane;
- organul legislativ al landurilor germane.
- lassalleanism - curent oportunist din Germania secolului al XIX-lea, care susținea posibilitatea trecerii de la capitalism la socialism prin activitate parlamentară pașnică și cu sprijinului statului burghez.
- legație - reprezentanță diplomatică inferioară în rang unei ambasade (vezi și drept de legație).
- lege:

- regulă imperativă stabilită de autoritatea supremă a unui stat;
- act normativ elaborat de Parlament.
- lege-cadru - lege care impune principii generale și dă posibilitatea Guvernului să le dezvolte prin puterea sa de reglementare.
- lege organică - lege votată de Parlament pentru a preciza sau completa dispozițiile Constituției.

- legislativ, organ ~ - organ de stat care are competențe de a adopta legi sau de a vota proiectele de legi.
- legislatură - perioadă pentru care este ales organul suprem al puterii de stat (de regulă Parlamentul).
- legislație - procesul sau produsul de înregistrare, adoptare sau promulgare a legii de către un legislativ, un parlament sau un organism de conducere analog.
- legitimism - teorie care susține drept principiu fundamental al orânduirii de stat dreptul sfânt și inalienabil al dinastiilor legitime și puterea absolută a acestora.
- legitimitate - dreptul și recunoașterea unei autorități, în general legea pe baza căreia guvernează un regim politic.
- liberalism - doctrină politică și economică, bazată pe ideea dreptului individului la egalitate, proprietate, libertate de expresie și de acțiune și intervenția minimă a statului în economie.

- liberalism social - curent postliberal apărut în Europa Occidentală în primul sfert al secolului XX, care viza descoperirea și instaurarea modelului perfect de conviețuire a indivizilor și comunităților cu viziuni etice, estetice, religioase și sociale diferite; vezi și neoliberalism.

- liberalizare - practica de a da legi, a crea sisteme sau a avea opinii mai puțin severe, de obicei în sensul eliminării anumitor reglementări sau restricții guvernamentale.
- Liberland - micronațiune nerecunoscută oficial, proclamată în 2015 de către politicianul și activistul libertarian ceh Vít Jedlička.
- libertarianism - doctrină politică care susține drepturile indivizilor de a achiziționa, păstra și schimba propriile bunuri.

- libertarianism verde - formă de libertarianism în care piața liberă oferă rezultate benefice pentru mediu.

- Libertas - mișcare politică pan-europeană, fondată în 2008 și care se opune Tratatului de la Lisabona.
- libertate:

- starea unei persoane care se bucură de deplinătatea drepturilor politice și civile în stat;
- (la plural) drepturi fundamentale recunoscute prin Constituție cetățenilor, de dezvoltare și liberă manifestare a personalității (libertatea cuvântului, a presei etc.);
-  autonomie față de orice putere străină a unui popor, stat, oraș etc.
- libertatea presei - posibilitatea de exprimare liberă a tuturor elementelor de mass media, fără intervenția guvernului sau a altei puteri în stat.
- libertate de conștiință - vezi libertate de gândire.
- libertate de exprimare - dreptul de a exprima prin viu grai sau prin scris opiniile proprii.
- libertate de gândire - drept al cetățeanului prevăzut de constituțiile democratice, de a-și exprima modul propriu de gândire; altă denumire: libertate de conștiință.
- libertate de mișcare - concept al drepturilor omului care cuprinde dreptul persoanelor de a călători dintr-un loc în altul pe teritoriul unei țări și de a părăsi țara și de a se întoarce la aceasta.
- libertate de reuniune - concept al drepturilor omului care cuprinde dreptul sau capacitatea individuală a oamenilor de a se reuni și de a exprima colectiv, de a promova, de a urmări și de a-și apăra ideile colective sau comune.
- libertate individuală - dreptul care garantează inviolabilitatea persoanei.
- libertate religioasă - posibilitatea unui individ sau a unei comunități de a practica orice religie sau convingere fără nici un dezavantaj.
- libertate sindicală - dreptul salariaților de a se afilia la un sindicat, precum și de a avea activitate sindicală.

- ligă - uniune, asociație sau coaliție de state, de orașe, de societăți sau de persoane fizice ori juridice, constituită în vederea realizării unui obiectiv comun.
- limbă diplomatică - limbă pe care o adoptă statele pentru redactarea unor tratate, pentru deliberări în cadrul unor organisme internaționale etc.
- limbă oficială - limba în care se redactează actele oficiale ale unei conferințe sau cele care emană de la un organism internațional.
- listă civilă - sumă pe care o poate cheltui anual monarhul și familia sa, conform constituției.
- listă electorală - document oficial care conține numele și alte informații relevante despre cetățenii care au dreptul de a vota la alegerile locale, naționale sau europene; este esențială pentru organizarea corectă a alegerilor, deoarece asigură că doar persoanele eligibile pot participa la vot.

- listă electorală permanentă - listă electorală care include toți cetățenii care au drept de vot și care sunt înscriși în registrele oficiale ale autorităților; este actualizată periodic pentru a reflecta schimbările demografice, cum ar fi mutările, decesurile sau noile înscrieri în registrul electoral.

- lobby - vezi grup de presiune.

- lobby electronic - vezi activism pe internet.

- lord cancelar - președintele Camerei Lorzilor în Anglia.
- lovitură de stat - tip de revoluție care constă într-o răsturnare bruscă și neconstituțională a puterii legitime a unui stat, impusă prin surpriză de o minoritate, de obicei formată din ofițeri militari sau comandanți paramilitari, folosind forța; altă denumire: puci.
- lumea a treia - denumire (în perioada comunistă) pentru țările în curs de dezvoltare, spre deosebire de țările lumii occidentale (sau „lumea întâi”, formată din țările dezvoltate, democratice și capitaliste) și de lumea a doua (țările socialiste și comuniste; vezi și Poziția a treia.
- luptă de clasă - (în teoria marxist-leninistă) luptă desfășurată pe plan economic, politic și ideologic între clasele sociale cu interese fundamental opuse.
- lustrație - perioadă în care unui fost demnitar comunist cu funcții importante în stat sau în aparatul represiv i se interzice accesul la unele funcții în stat.

## M
- magnat media - vezi mogul de presă.
- mare putere - națiune sau un stat care are capacitatea să-și exercite influența la scară globală.
- Marile Dezbateri - termen care se referă la o serie de dezacorduri între specialiștii în relații internaționale.
- Macartism - (sau McCarthism) campanie anticomunistă din SUA, declanșată de senatorul republican Joseph McCarthy în perioada 1949 - 1954.
- machiavelism - politică ce utilizează orice mijloc pentru a-și realiza scopurile.
- majoritate - numărul necesar de voturi sau de mandate pentru a adopta o decizie sau pentru a deține controlul în cadrul unui organ legislativ, cum ar fi un parlament; vezi și guvern majoritar.

- majoritate absolută - obținerea a mai mult de jumătate din totalul voturilor sau mandatelor disponibile într-un organ de decizie, cum ar fi un parlament și în care un partid politic sau o coaliție trebuie să dețină cel puțin 50% + 1 din totalul voturilor sau locurilor.
- majoritate calificată - majoritate care presupune un procent mai mare decât 50%, de obicei stabilit la 2/3 sau 3/4, necesar pentru a adopta decizii speciale, cum ar fi modificarea constituției sau luarea unor măsuri excepționale.
- majoritatea instabilă - situație în care guvernarea se bazează pe un număr de mandate suficient pentru a forma o majoritate, dar această majoritate este fragilă și vulnerabilă la schimbări, dezacorduri sau retrageri de sprijin din partea unor parteneri politici, ceea ce poate duce la dificultăți în adoptarea legilor și la o guvernare ineficientă sau chiar la crize politice.
- majoritate parlamentară - ansamblul partidelor și grupărilor politice care dețin mai mult de jumătate din locurile din parlament.
- majoritatea simplă (sau relativă) - situația în care un partid, un candidat sau o propunere obține mai multe voturi sau mandate decât orice alt partid, candidat sau opțiune concurentă, dar nu neapărat mai mult de jumătate din totalul voturilor sau mandatelor disponibile.
- majoritate stabilă - configurație parlamentară în care un partid sau o coaliție de partide deține un număr suficient de mandate pentru a guverna eficient, fără riscul constant de a pierde sprijinul în timpul voturilor importante, cum ar fi cele pentru adoptarea legilor, bugetului sau moțiunilor de cenzură și care asigură continuitatea guvernării și previne blocajele politice.

- management politic - domeniu care se ocupă de planificarea, organizarea, coordonarea și implementarea strategiilor politice și electorale; include o gamă largă de activități menite să influențeze opinia publică, să gestioneze campaniile electorale și să optimizeze modul în care partidele politice, candidații și alte entități politice își desfășoară activitatea.
- mandat - împuternicire dată de alegători persoanei alese de aceștia pentru a le exprima voința într-un anumit organ reprezentativ.
- manifestație - afișarea publică a opiniei unui grup activist (economic, politic sau social) printr-o adunare într-un loc public (stradă, piață), adeseori într-un loc sau la o dată asociate simbolic cu tema revendicării sau opiniei.
- manipulare - influențarea unei mase de oameni prin presă, fără a se apela la constrângere, utilizată mai ales în scopuri politice.
- marea înlocuire - teorie conspirativă a extremei-drepte, conform căreia populația albă franceză, precum și populația albă europeană, este treptat înlocuită de populația noneuropeană - cu precădere arabă, berberă și musulmană din Africa și Orientul Mijlociu - prin imigrație în masă, creștere demografică și o scădere a natalității în rândul populației europene; altă denumire: teoria înlocuirii.
- mare teritorială - vezi: ape teritoriale.
- mașinărie politică - organizație de partid care își asigură sprijinul electoral prin oferirea de favoruri sau posturi și exercită un control strict asupra membrilor săi pentru a obține voturi.
- megalomanie - comportamentul și atitudinea unui lider politic, la limita patologicului, caracterizate prin: iluzii de grandoare, cultul personalității, decizii autocratice, nevoie de apreciere, politici grandioase și nerealiste.
- membrană - (sens ironic) femeie cu statut de membru al partidului comunist (în anii regimului comunist).
- membru activ - membru al unei organizații, societăți, instituții etc. având anumite obligații și bucurându-se de drepturi depline în cadrul acelei organizații.
- Memorandumul de la Budapesta - tratat internațional semnat la 5 decembrie 1994 la Budapesta, Ungaria între Ucraina, Statele Unite, Marea Britanie și Rusia.
- meritocrație - sistem de organizare politică, socială sau economică în care pozițiile de putere, responsabilitate și recompense sunt alocate pe baza meritelor individuale, cum ar fi competența, talentul, educația, experiența sau performanța.[necesită citare]
- metropolă - stat imperialist în raport cu coloniile acaparate și exploatate.
- mica burghezie - parte a burgheziei formată din micii producători, micii comercianți, funcționari etc.
- MIKTA - parteneriat informal între Mexic, Indonezia, Coreea de Sud, Turcia și Australia.
- minister - organ central al administrației de stat care conduce o anumită ramură a activității și este reprezentat de un ministru.

- Minister al Afacerilor Externe (sau Ministerul de Externe) - minister care aplică linia politică a statului respectiv în problemele privitoare la relațiile internaționale.
- Minister de Interne - minister în resortul căruia se găsește întreaga administrație de stat din interiorul unei țări.

- ministru - înalt funcționar de stat, membru al guvernului, care conduce un minister.

- ministru fără portofoliu - ministru care face parte dintr-un cabinet ministerial, fără a conduce un minister.
- ministru plenipotențiar - diplomat de rang înalt, care reprezintă țara sa într-o altă țară sau organizație internațională și care are puteri depline de reprezentare și negociere în numele țării.

- misiune diplomatică - grupul agenților diplomatici care au rolul să asigure reprezentarea unui stat pe lângă un alt stat; vezi și relații diplomatice.
- Mișcarea Internațională de Cruce Roșie și Semilună Roșie - mișcare umanitară internațională a cărei misiune este de a proteja viața și sănătatea oamenilor, de a asigura respectul față de ființa umană, de a preveni și alina suferința oamenilor, fără vreo discriminare de naționalitate, rasă, religie, clase sociale sau opinii politice.
- mișcare anti-globalizare - mișcare socială care se opune globalizării economice.
- Mișcarea pentru pace - mișcare (caracterizată prin: antimilitarism, pacifism și socialism) care militează pentru rezolvarea problemelor, conflictelor politice și sociale pe cale pașnică, prin tratative și reforme cu evitarea războiului.
- mișcare feministă  - termen care se referă la campaniile politice pentru drepturile femeii, incluse sub eticheta de feminism.
- mișcare identitară - ideologie politică de extremă-dreapta, specifică perioadei postbelice care susține dreptul popoarelor de origine europeană la cultură și teritoriu.
- mișcare neoreacționară - ideologie politică asociată cu critica democrației liberale și promovarea unor forme alternative de guvernare, inclusiv autocrația, monarhia și ordinea socială ierarhică.
- Model al Organizației Națiunilor Unite - simulare educațională și/sau o activitate academică în care elevii pot învăța despre diplomație, relații internaționale și Organizația Națiunilor Unite.
- modelul anglo-saxon - formă de capitalism caracterizat prin puternice drepturi asupra proprietății private, niveluri scăzute de regulament și impozite și sector public oferind foarte puține servicii.
- modelul polder - metodă de luare a deciziilor prin consens, bazată pe versiunea olandeză, din anii 1980 și 1990, a politicii economice și sociale bazate pe consens.
- mogul de presă -  om de afaceri care controlează o companie din mass-media și poate avea influențe în spațiul politic; altă denumire: magnat media; vezi și oligarh.
- monarhie - regim politic unde o singurã persoană conduce pe baza dreptului ereditar.
- monism - teorie conform căreia dreptul internațional și dreptul intern sunt considerate ca făcând parte dintr-un singur sistem juridic, iar normele dreptului internațional sunt considerate a fi direct aplicabile în dreptul intern al statelor, fără a fi necesară o procedură de transpunere în legislația internă; vezi și dualism.
- multipolaritate - concept care se referă la distribuția puterii, influenței și autorității între mai multe state sau entități majore, în care există cel puțin trei sau mai multe centre de putere relativ echilibrate, care concurează și cooperează în domenii precum politică, economie, securitate și afaceri internaționale.

## N
- narodnicism - mișcare social-politică din Rusia în a doua jumătate a secolului al XIX-lea, care susținea că principala forță revoluționară este țărănimea și intelectualitatea, și care acorda personalităților, eroilor rolul de creatori ai istoriei.
- National Alliance -  organizație politică supremațistă americană, înființată în 1974.
- nativism - politică de promovare a intereselor locuitorilor nativi în defavoarea celor ale imigranților.
- NATO - vezi Organizația Tratatului Atlanticului de Nord.
- național-anarhism - mișcare radicală anti-capitalistă, anti-marxistă, anti-statală, de extremă dreaptă, care pune accentul pe tribalismul etnic.
- național-bolșevism - ideologie politică care combină elemente fasciste (cu precădere din fascismul rus⁠) cu bolșevismul.
- naționalism - doctrină politică bazată pe apărarea exagerată a drepturilor unui popor, însoțită și de xenofobie.

- naționalism alb - formă de etnocentrism care susține o definiție rasială de identitate națională pentru oamenii albi; vezi și supremația albă.
- naționalism etnic - formă de naționalism în care „națiunea” este definită în termeni de etnie sau rasă; alte denumiri: naționalism rasial, etnicism.
- naționalism paneuropean - formă ipotetică de naționalism fundamentată pe ideea de identitate paneuropeană.
- naționalism rasial - vezi naționalism etnic.

- naționalitate - apartenență a unei persoane la o anumită națiune; cetățenie;

- naționalitate conlocuitoare - comunitate de oameni cu aceleași caractere naționale, locuind pe teritoriul unui stat multinațional.

- național-socialism - (sau nazism) doctrină politică a fascismului, apărută în Germania după Primul Război Mondial.
- naționalizare - trecerea în proprietatea statului a proprietății private; este opusă privatizării (vezi și secularizare).
- națiune - comunitate stabilă de oameni, constituită ca stat, pe baza unității de limbă, teritoriu, viață economică.

- națiune titulară - grup etnic de la care provine numele statului în care se află.

- nazism - vezi național-socialism.
- neagresiune - principiu de drept internațional care condamnă agresiunea în relațiile internaționale.
- nealiniere

- neconformare la linia politică a unui partid sau stat;
- politică externă a unui stat care nu aderă la blocuri sau grupări militare.
- negociere (diplomatică) - discuții susținute în vederea încheierii unor tratate sau convenții internaționale.
- neo-capitalism - ideologie economică care îmbină unele elemente ale capitalismului cu alte sisteme.
- neocomunism - doctrină politică ce își propune să reînvie ideologia și practicile comuniste.
- neoconservatorism - curent de filozofie politică apărut în SUA, ca urmare a deziluziei produse de programele politice liberale, care susține rolul religiei și mitul națiunii americane angajată în lupta contra răului din lume.
- neofascism - ideologie apărută după cel de–al Doilea Război Mondial care preia elementele semnificative ale doctrinei fasciste precum ultranaționalismul, populismul, politicile antiimigrație sau, după caz, nativismul, anticomunismul, antisocialismul, antimarxismul, antianarhismul și opoziția față de sistemul parlamentar și de democrația liberală.
- neolegionarism - curent politico-religios actual de extremă dreaptă ultranaționalist și antisemit, care, respinge străinii ce nu împărtășesc aceleași valori și care consideră importantă crearea unui etnostat care are la bază rasa albă și credința creștină, scopul fiind acela de protejare a identității naționale.
- neoliberalism - doctrină ce susține intervenția limitată a statului în economie doar pentru garantarea legilor fundamentale și a echilibrului pieței (vezi și: liberalism social, laissez-faire).
- neonazism - mișcare socială sau politică care încearcă să reînvie nazismul.
- neovölkisch - denumire generică pentru o diversitate de grupuri etnocentrice radicale care au apărut în țările anglofone⁠ în perioada postbelică.
- nesupunere civică - acțiune sau mișcare în masă, fără acte de violență, manifestată împotriva deciziilor puterii de stat, care sunt considerate ilegale sau potrivnice interesului comun.
- neutralitate - atitudine a unui stat care nu intervine într-un conflict militar.
- nivel de trai - gradul de satisfacere a nevoilor materiale și spirituale ale populației unei țări, ale unor clase sau ale unei persoane în condiții istorice date.
- nivel politic - grad de pregătire a cuiva în probleme de politică generală; orientare justă în astfel de probleme.
- nonviolență - doctrină social-politică (sau religioasă) care interzice folosirea violenței, preconizând realizarea revendicărilor lor pe cale pașnică.
- Nord global -  termen utilizat în domeniul relațiilor internaționale pentru a descrie țările și regiunile din emisfera nordică, mai dezvoltate din punct de vedere economic; vezi și Sud global.
- nosism -  strategie retorică utilizată de un lider politic, prin utilizarea pronumelui noi pentru includere a persoanei care vorbește într-un grup mai larg, sugerând că el și publicul său împărtășesc valori și interese comune, pentru a câștiga sprijinul alegătorilor.
- nostalgie comunistă - curent apărut în unele state post-comuniste care susține că în comunism situația economică și nivelul de trai erau mai bune.
- notă:

- comunicare scurtă făcută de obicei în scris de o instituție; adresă, înștiințare.
- comunicare (scrisă) prin care guvernul unui stat informează guvernul altui stat asupra unor probleme, face anumite propuneri, protestează asupra lezării unor interese etc
- notă diplomatică - informare oficială a unui stat într-o anumită problemă (de politică externă) transmisă altui stat prin intermediul misiunii diplomatice.
- Noua Ordine Mondială - termen introdus de teoriile conspirative moderne și care se referă la o presupusă asociație mondială condusă de grupuri de putere financiară și politică.
- Nouvelle Droite - mișcare politică de extremă-dreapta care a apărut în Franța spre finalul anilor '60.

## O
- Observatori la Adunarea Generală a ONU - agenții internaționale, entități și non-state care pot participa la Adunările Generală ale Națiunilor Unite, fără a fi membre ale ONU.
- obstrucție - tactică folosită în unele parlamente pentru a împiedica, prin prelungirea artificială a discuțiilor, desfășurarea unei dezbateri, a unei acțiuni, a unui proces sau luarea unei hotărâri.
- ocupație (militară) - starea în care, în urma unei invazii militare, o putere străină sau o forță militară controlează și administrează teritoriul unei alte țări sau regiuni fără consimțământul acesteia.
- OEP - vezi Organizația pentru Eliberarea Palestinei.
- oficios:

- știre sau comunicat ce emană de la o autoritate, fără a avea însă un caracter oficial;
- calificativ dat organelor de presă, agențiilor de știri etc. care exprimă punctul de vedere al unui guvern, fără ca acesta să fie însă oficial; acestea au o strânsă legătură cu autoritățile, redau linia lor politică, însă formal nu depind de ele și, în ultimă instanță, nu le angajează.
- oligarh - termen folosit în special pentru persoanele din statele fost-comuniste care s-au îmbogățit rapid (uneori prin metode contestabile) și dețin influență în spațiul politic; vezi și mogul de presă.
- oligarhie - formă de guvernare în care puterea politică este deținută de un număr mic de persoane.
- ONG - vezi organizație neguvernamentală.
- ONU - vezi Organizația Națiunilor Unite.
- oportunism - comportamentul unui politician sau al unui grup politic care își schimbă principiile, pozițiile sau acțiunile în funcție de circumstanțele momentului pentru a obține avantaje personale sau politice, adesea fără a ține cont de consecvența ideologică sau de integritatea morală.
- opoziție - partidele politice, grupurile sau indivizii care nu fac parte din guvernul aflat la putere și care, de obicei, critică și monitorizează activitatea acestuia, punându-l sub presiune pentru a fi mai responsabil și mai transparent.
- orânduire de stat - organizare politică și teritorială a statului sub aspectul regimului și al formei de stat, precum și al împărțirii administrativ-teritoriale, determinată, în esență, de caracterul orânduirii sociale.
- orânduire socială - treaptă a dezvoltării istorice a societății, caracterizată printr-un nivel determinat al forțelor de producție, prin relațiile de producție corespunzătoare acestuia și prin suprastructura generată de aceste relații; formațiune socială, formațiune social-economică.
- ordonanță - act emis de Guvern cu autorizația Parlamentului și care dobândește valoare de lege după ce este ratificată de acesta din urmă.

- ordonanță de urgență - act normativ emis de Guvern în situații extraordinare a căror reglementare nu poate fi amânată.

- organ:

- grup de persoane care îndeplinește o funcție politică, socială, administrativă etc.; instituție politică, socială, administrativă etc. reprezentată de aceste persoane;
-  instrument, mijloc de acțiune politică, de comunicare; publicație, ziar.
- Organizația Cooperării Islamice - organizație internațională formată din 57 de state membre răspândite pe 4 continente, al cărei obiectiv este de a reprezenta și proteja interesele lumii islamice.
- Organizația Mondială a Proprietății Intelectuale - una din agențiile specializate ale Națiunilor Unite cu scopul de a încuraja activitatea creatoare și promovarea proprietății intelectuale în lume.
- Organizația Națiunilor Unite - (ONU) cea mai importantă organizație internațională din lume, care are misiunea de a asigura „pacea mondială”, „respectarea drepturilor omului”, „cooperarea internațională” și „respectarea dreptului internațional”.

- Organizația Națiunilor Unite pentru Educație, Știință și Cultură - (UNESCO) agenție specializată guvernamentală în cadrul sistemului ONU, cu sediul la Paris, creată în 1945, în scopul intensificării colaborării între națiuni în domeniul educației, științei, culturii și comunicării, în spiritul respectului universal pentru dreptate și în dominația legii, pentru drepturile omului și libertățile fundamentale.

- Organizația pentru Alimentație și Agricultură (FAO) - agenție specializată a Organizației Națiunilor Unite,  al cărei scop este eliminarea foametei pe scară mondială, îmbunătățirea alimentației, prin coordonarea activităților guvernelor în domeniul agriculturii, silviculturii și în industria piscicolă.
- Organizația pentru Eliberarea Palestinei - (OEP) organizație creată în 1964 în Ierusalimul de est, de către reprezentanți ai poporului palestinian, ai unor organizații profesionale și populare și ai unor mișcări ale rezistenței palestiniene.
- Organizația Tratatului Atlanticului de Nord - (NATO) organizație guvernamentală regională, cu sediul la Bruxelles, ce are ca scop asigurarea securității comune a statelor membre prin cooperare și consultare în domeniile politic, militar și economic și în alte sectoare.
- Organizație Autonomă Descentralizată - organizație descentralizată care se autoguvernează, independent de orice formă de control central.
- organizație neguvernamentală - (ONG) entitate non-profit, independentă de guvern sau de alte organizații guvernamentale, alcătuită din voluntari și finanțată prin donații, subvenții sau alte surse de finanțare private, care are scopul de a rezolva o anumită problemă din societate.
- origine sănătoasă - termen prin care regimul comunist din România și mai larg teoria marxistă desemna descendenții clasei muncitoare și ai țărănimii.
- orizontalism - principiu de organizare non-ierarhică elaborat inițial în cadrul mișcărilor sociale radicale din Argentina, după criza economică majoră din 2001 și care a fost preluat și de alte mișcări de protest din lume.
- Ostpolitik - denumirea politicii externe a Republicii Federale Germania în timpul mandatului de cancelar al lui Willy Brandt.

## P
- pace:

- stare de bună înțelegere între popoare, situație în care nu există conflicte armate sau războaie între state, popoare, populații;
- acord al părților beligerante asupra încetării războiului, tratat de încheiere a unui conflict armat.
- pacifism - doctrină care susține pacea și dezaprobă recurgerea la forță; vezi și antimilitarism.
- pact - tratat între două state, în scopul menținerii păcii sau al colaborării (exemple: Pactul Ribbentrop-Molotov, Pactul de la Varșovia, Pactul Tripartit).
- pact de negresiune - înțelegere între două state care se angajează să nu recurgă la agresiune în relațiile reciproce.
- Pactul de Stabilitate pentru Europa de Sud-Est - instituție care, în perioada 1999 - 2008, viza consolidarea păcii, democrației, drepturilor omului și a economiei în țările din Europa de Sud-est.
- Pactul de stabilitate și de creștere - acord între cele 28 de state membre ale Uniunii Europene, creat cu scopul de a facilita și a menține Uniunea Economică și Monetară.
- Pactul internațional pentru drepturile civile și politice - tratat multilateral, adoptat de Adunarea Generală a ONU, care își angajează părțile să respecte drepturile civile și politice ale persoanelor, drepturile electorale și drepturile la un proces adecvat și echitabil.
- Paisprezece Cuvinte - denumire a unui slogan specific organizațiilor supremațiste.
- paleoconservatorism - filozofie politică, întâlnită mai ales în Statele Unite, care pune în prim-plan tradiția, guvernarea limitată și societatea civilă, împreună cu identitatea de tip occidental, pe baze religioase, regionale și naționale.
- Panama Papers - denumirea consacrată unei anchete jurnalistice internaționale având la bază o scurgere masivă de informații confidențiale de la un birou de avocatură panameză, care a avut loc în august 2015.
- panelenism - doctrină care susține crearea unui stat al tuturor grecilor.
- paneuropenism - doctrină care susține unitatea Europei.
- parlament:

- organ legislativ din unele țări, compus din una sau din două camere și constituit din reprezentanți ai diferitelor partide politice aleși, total sau parțial, prin votul cetățenilor;
- sesiune, ședință de lucru în care se întrunește acest organ.
- Parlamentul European - organ legislativ al Uniunii Europene, ales (o dată la cinci ani) prin vot universal direct al cetățenilor din statele membre, în conformitate cu procedurile electorale proprii fiecăruia.

- parteneriat strategic⁠(d) - relație de cooperare pe termen lung între două sau mai multe state, bazată pe interese comune și încredere reciprocă, în domenii precum securitatea⁠(d), apărarea⁠(d), economia, diplomația și tehnologia, fără a implica o alianță formală sau o integrare politică completă.
- participare civică - implicarea activă a cetățenilor în procesul democratic și în viața comunității lor, cu scopul de a influența deciziile publice, de a promova schimbări sociale și de a contribui la binele comun.
- partid - grup de indivizi asociați în vederea apărării unor opinii sau interese comune (cum ar fi cele ale unei categorii sociale) și al cărui scop este câștigarea controlului asupra aparatului de conducere.

- partid etnic - organizație politică ce reprezintă interesele specifice ale unui grup etnic sau național din cadrul unei societăți; își bazează ideologia și platforma pe problemele, cultura, istoria, și identitatea unui anumit grup etnic și urmărește să protejeze și să promoveze drepturile și interesele acelui grup.
- partid istoric - denumire pentru fiecare din partidele care s-au succedat la conducerea României până în 1945.
- partid statal - partid unic ce reunește toate forțele politice conforme din țară.
- partid-umbrelă - termen folosit pentru a descrie un partid politic care reunește sub aceeași organizație și platformă ideologică o gamă largă de grupuri și perspective politice diverse, cu scopul de a atrage și reprezenta un număr cât mai mare de cetățeni, indiferent de orientările lor specifice.

- partizan- persoană care adoptă și susține o idee, o doctrină etc.; persoană care este de partea cuiva, care luptă alături de cineva pentru o cauză; adept.
- pașilor mărunți, tactica ~ (sau politica ~) - modalitate de a avansa sau de a obține schimbări fără a atrage atenția, pentru a nu provoca opoziție puternică sau rezistență din partea celor afectați; vezi și: tactica salamului.
- Perestroika - elementul central al politicii adoptate de Mihail Gorbaciov în vederea reformării economiei și societății sovietice.
- permacriză - perioadă prelungită de instabilitate și insecuritate.[2]
- piața ideilor - raționament bazat pe libertatea de exprimare ca o analogie a conceptului economic al unei piețe libere.
- pinkwashing - propagandă utilizată de anumite entități, inclusiv guverne, companii sau organizații, pentru a-și îmbunătăți imaginea sau reputația prin asocierea cu cauze sau evenimente legate de comunitatea LGBTQ.
- Planul Kalergi - teorie conspirativă de extremă-dreapta, conform căreia se încearcă amestecarea raselor albe europene cu alte rase prin intermediul imigrației.
- platformă - ansamblul ideilor, valorilor, politicilor și pozițiilor pe care un partid politic sau un candidat le adoptă și le promovează în cadrul unei campanii electorale sau în exercitarea funcțiilor guvernamentale; reprezintă agenda pe care un partid sau un candidat își construiește campania și își prezintă viziunea pentru guvernare.
- plebiscit - vezi referendum.
- plenipotență - împuternicire în baza căreia o persoană acționează într-o anumită problemă de stat, de exemplu poate semna tratate internaționale, participa la congrese și conferințe internaționale sau poartă negocieri în numele statului de la care emană.
- pluralism politic - principiu al democrației care preconizează menținerea mai multor forțe social-politice (partide, sindicate, organizații religioase etc.) interpuse între indivizi și stat, ca o condiție și o garanție a limitării puterii, a funcționării democrației; vezi și pluripartitism.
- plurinaționalism - termen care denotă coexistența a diferite naționalități în interiorul unui stat, unde există culturi și tradiții diferite și sunt recunoscute.
- pluripartitism sau pluripartidism - coexistență a mai multor partide într-un sistem politic; vezi și pluralism politic.
- polemologie - știință politică ce studiază conflictele militare și geneza acestora.
- Politica Europeană de Vecinătate - instrument de relații externe a Uniunii Europene care are menirea să aproprie legăturile cu țările din estul și sudul Europei cu UE.
- politică:

- știința și arta de a guverna un stat; formă de organizare și conducere a comunităților umane, prin care se menține ordinea internă și se garantează securitatea externă a comunităților respective;
- suprastructură a sistemului social, incluzând conștiința politică, relațiile politice, instituțiile și organizațiile politice.
- politică de îngrădire (sau de izolare) -  strategie a SUA, adoptată după cel de-al Doilea Război Mondial, pentru prevenirea extinderea comunismului în lume.
- politică economică - domeniu al politicii, constând în măsuri, mijloace și experimente pentru realizarea anumitor obiective în economie.
- politică externă - ansamblu de metode și mijloace folosite de un stat pentru atingerea obiectivelor pe plan internațional.
- politică internă - politica guvernului unui stat suveran sau autonom privind gestionarea afacerilor domestice (economie, societate etc.)
- politică lingvistică - set de acțiuni, strategii și decizii guvernamentale sau instituționale care vizează gestionarea, promovarea sau reglementarea utilizării limbilor într-o societate sau în cadrul unei entități politice și care ia în considerație relația dintre limbă și puterea politică.
- politică monetară - ansamblu de acțiuni prin care autoritățile monetare influențează asupra cantității de monedă în circulație, nivelul ratelor dobânzii, cursurile de schimb valutar și alți indicatori economico-monetari în vederea realizării obiectivelor generale ale politicii economice.
- politică socială - setul de politici publice ce urmăresc realizarea protecției sociale și a bunăstării.
- politică vamală - sistem de reglementare de către stat a importului și a exportului de mărfuri.

- politici identitare - analiză politică bazată pe ideea că oamenii prioritizează nevoile și interesele specifice identității lor rasiale, religioase, etnice, sexuale, sociale sau culturale asumate și preferă alianțe politice doar cu cei din același grup în locul implicării în relații politice tradiționale.
- politizare - procesul prin care un subiect, o problemă, o instituție sau un grup social devine influențat de considerente politice sau este transformat într-o chestiune politică, ceea ce poate implica mobilizarea opiniei publice, implicarea partidelor politice sau a actorilor politici în discuții și decizii legate de acel subiect; vezi și capitalizare.
- politologie - disciplină care se ocupă cu analiza formelor de putere exercitate în state și instituții; altă denumire: știință politică.
- poliție politică - organ de represiune specific totalitarismului, îndreptat împotriva oponenților puterii.
- populism -  curent politic care pune accent pe înțelegerea și reprezentarea intereselor și aspirațiilor populației în opoziție cu elitele politice, economice și culturale, având caracteristicile: focalizare pe popor, critică a elitei, stil retoric simplificat, soluții simpliste la probleme complexe, anti-establishment.

- populism de dreapta - ideologie politică care combină politica de dreapta și retorica și temele populiste, cum ar fi: euroscepticismul, opoziția față de imigrație, antiglobalizarea.
- populism de stânga - formă de populism care se află în cadrul spectrului politic de stânga; acesta împărtășește elemente de populism general, cum ar fi accentul pe reprezentarea intereselor populației împotriva elitei, dar se distinge prin: angajament social, critica capitalismului, orientare anti-corporatistă, promovarea drepturilor sociale, anti-establishment.

- post anarhism de stânga - curent în gândirea anarhistă care promovează o critică a relației anarhismului cu stânga tradițională.
- Poziția a treia - set de ideologii politice alternative care s-au dezvoltat în Europa Occidentală în perioada postbelică; vezi și Lumea a treia.
- prag electoral - mecanism utilizat în sistemele electorale pentru a stabili un nivel minim de voturi pe care un partid politic sau un candidat independent trebuie să îl obțină pentru a accede în parlament sau în alte organe de reprezentare.
- premier - vezi prim-ministru.
- președinte - persoana care ocupă cea mai înaltă funcție într-o republică și care servește, de obicei, ca șef de stat și, uneori, ca șef de guvern.

- președinte pe viață - expresie care se referă la un șef de stat care deține funcția de președinte fără o limită de mandat clar definită, de obicei până la moartea sa; conceptul este asociat cu regimuri autoritare și adesea provoacă controverse și critici pentru impactul său asupra democrației și drepturilor omului; exemple: Nicolae Ceaușescu, Xi Jinping, Kim Jong-un.

- Prima doamnă - titlu neoficial pentru soția unui șef de stat; aceasta poate fi implicată în activități caritabile, evenimente publice și campanii sociale sau politice.
- primar - oficial ales, care conduce administrația locală a unui oraș, municipiu, comună sau altă unitate administrativ-teritorială; în regimurile democrate este ales prin vot direct de către cetățenii localității respective; vezi și viceprimar.
- prim-ministru - șeful unui guvern; în Germania și Austria se numește cancelar; sinonim: premier.
- Primăvara arabă - mișcări de protest care au avut loc în mai multe țări din Orientul Mijlociu și Africa de Nord, unde domnea un regim autoritar sau totalitar, începând cu sfârșitul anului 2010.
- privatizare - trecerea unor societăți comerciale sau instituții din proprietatea statului în proprietatea privată; este opusă naționalizării.
- prizonier de conștiință - persoană care a fost închisă din cauza rasei, religiei, culorii pielii, limbii, orientării sexuale sau crezului său, cu condiția ca aceasta să nu fi susținut sau să nu fi practicat violența .
- Procesul de Cooperare în Europa de Sud-Est - proiect regional, lansat în 1996, care facilitează apropierea țărilor sud-est-europene de structurile europene și euro-atlantice.
- program - expunere scrisă a principiilor, a scopurilor, a sarcinilor etc. unei organizații politice, sociale, culturale etc.
- Programul Națiunilor Unite pentru Dezvoltare - rețea globală de organizații creată de ONU pentru ajutorarea țărilor în curs de dezvoltare.
- proletariat - vezi clasă muncitoare (vezi și lumpenproletariat).
- promulgare - act prin care șeful unui stat dispune publicarea și intrarea în vigoare a unui proiect de lege votat de organul legislativ.
- propagandă - formă de comunicare, bazată pe utilizarea unor tehnici de manipulare emoțională, distorsionarea adevărului și prezentarea de informații selectate sau incomplete, cu scopul de a influența opinia publică și de a obține sprijin pentru o anumită cauză, ideologie, partid sau grup politic.

- propagandă albă - strategie de comunicare care urmărește să promoveze anumite idei, politici sau interese, prezentând informații verificabile și corecte în mod deschis și transparent, fără a recurge la manipulare sau la difuzarea de informații false.
- propagandă neagră - tehnică de manipulare care implică difuzarea deliberată a informațiilor false, denigratoare sau defăimătoare despre un anumit individ, grup, organizație sau cauză în scopul discreditării lor.

- Protocoalele înțelepților Sionului - scriere dovedită ca fiind falsă, care ar dovedi un presupus plan al evreilor de a domina lumea.
- protofascism - termen care desemnează ideologiile predecesoare care au influențat și format fundamentele fascismului.
- protoglobalizare - etapă din istoria globalizării, cuprinsă cu aproximație între anii 1600 și 1800, după perioada globalizării arhaice; altă denumire: globalizarea modernă timpurie.
- psefologie - ramură a științei politice, care se ocupă de studiul și analiza științifică a alegerilor.
- psihiatrie punitivă⁠(d) - act abuziv al unei puteri totalitare prin care un disident este oprimat prin internarea într-un centru de psihiatrie.
- public speaking - procesul sau actul de a ține un discurs în fața unui grup de oameni.
- puci - vezi lovitură de stat.
- purificare etnică - politică de eliminare a unui grup etnic și care poate implica persecuții, violențe, deportări forțate, omoruri sau alte abuzuri grave îndreptate împotriva acestuia; este condamnată la nivel internațional drept crimă împotriva umanității.
- purtător de cuvânt - persoană care reprezintă un politician, partid politic sau organizație politică și care vorbește în numele lor în fața mass-media sau a publicului, fiind responsabil pentru comunicarea oficială a pozițiilor politice, a declarațiilor și a altor mesaje importante ale celor pe care îi reprezintă.
- putere de stat - aspect al puterii politice care are în vedere puterea exercitată de un stat suveran cu scopul îndeplinirii funcțiilor sale.
- putere (politică internațională) - modalitate prin care un stat își apără interesele sau își menține dominația în raport cu alte state.

## R
- radicalism

- aplicarea unor metode categorice, extremiste în rezolvarea unor probleme;
- sistem politic care preconizează reforma completă a instituțiilor.
- radicalizare - procesul de adoptare a unor idei din ce în ce mai negative despre un anumit grup de persoane, idei care justifică acțiuni violente îndreptate împotriva acestora.
- rasism - teorie social-politică care susține inegalitatea biologică și intelectuală a raselor umane, emisă cu scopul de a constitui o justificare pentru dominarea și subjugarea unor popoare.
- ratificare - semnarea de către un stat a unui document internațional.
- rațiune de stat - principiu conform căruia statul poate lua anumite măsuri în interes general, trecând peste interesul particular, individual.
- răscoală - vezi revoltă.
- război - conflict armat (de durată) între două sau mai multe state, națiuni, grupuri umane, pentru realizarea unor interese economice și politice.

- război civil -  luptă armată dusă în scopul cuceririi puterii, supremației politice într-un stat.
- război de agresiune - război care încalcă tratatele, garanțiile sau acordurile internaționale, fiind considerat crimă împotriva păcii.
- război de eliberare națională - luptă armată a popoarelor împotriva cotropitorilor străini în vederea cuceririi independenței și apărării suveranității statului.
- război de gherilă - luptă dusă de detașamente armate în spatele frontului armatei dușmane; formă a războiului popular, împotriva unui regim politic și a armatelor sale oficiale; altă denumire: război de partizani.
- război de partizani - vezi război de gherilă.
- război psihologic -  stare de tensiune, de hărțuială nervoasă, psihică, inițiată și întreținută cu scopul de a zdruncina moralul forțelor adverse și de a demoraliza populația.
- război rece - stare de încordare, de tensiune în relațiile dintre unele state (în special dintre SUA și URSS după 1950).
- război total -  luptă armată în care statul agresor folosește toate mijloacele de distrugere, nu numai împotriva forțelor armate, ci și împotriva întregii populații.

- Războiul Ruso-American - denumire generalistă și ipotetică pentru seria de conflicte armate între Statele Unite ale Americii și Federația Rusă și care ar putea degenera în Al Treilea Război Mondial.
- reacțiune:

- împotrivire politică și economică a unei clase sociale aflate în declin față de orice manifestare a progresului social;
- (prin extensie) totalitatea celor care susțin aceasta împotrivire și vor restaurarea orânduirii vechi.
- Realpolitik - politica sau diplomația bazată în principal pe considerentele circumstanțelor date, mai degrabă decât pe noțiuni ideologice explicite sau premise morale și etice.
- recepție - reuniune, banchet cu caracter festiv (în cercurile oficiale).
- redwashing - termen care se referă la practica unui guvern sau a unei organizații de a folosi simboluri, discursuri sau acțiuni pentru a se prezenta într-o lumină pozitivă în ceea ce privește valorile socialiste, comuniste sau de stânga, fără a reflecta cu adevărat acele valori; vezi și purplewashing, pinkwashing.
- refugiat politic - persoană care cere azil politic în altă țară.
- referendum - (sau plebiscit) consultare populară asupra unui proiect de lege de o importanță deosebită.
- reformă - transformare politică, socială, culturală în cadrul unei societăți, dar care nu modifică structura generală a acesteia (vezi și revoluție).
- reformă electorală - schimbarea sistemului electoral și a celui de vot, de la cel cenzitar la votul universal.
- reformă monetară - reorganizarea sistemului monetar al unei țări deteminată, de regulă, de deprecierea monedei naționale.
- refugiat - persoană care a fost nevoită să-și părăsească țara din diverse motive.
- regalist - susținător al regelui, monarhist.
- regim (politic) - sistem de organizare și de conducere a vieții politice, economice, sociale a unui stat.

- regim autoritar - regim politic caracterizat prin restrângerea drepturilor și libertăților cetățenești, prin diminuarea prerogativelor instituțiilor democratice, în favoarea conducătorului statului.
- regim comunist - regim politic totalitar instaurat mai întâi în fosta Rusie țaristă (1917), apoi în țările din estul Europei.
- regim democratic - regim politic care se bazează pe voința poporului, respectarea drepturilor omului, pluripartidismul, limitarea și separația puterilor în stat.
- regim parlamentar - regim politic în care puterea legislativă este preponderentă, guvernul (puterea executivă) având obligația să răspundă în fața acesteia.
- regim prezidențial - regim politic unde există o separare a puterilor, președintele ales de popor având puterea executivă, el nerăspunzând în fața parlamentului.
- regim totalitar - regim politic care suprimă drepturile și libertățile democratice, folosindu-se de constrângere și de propagandă ideologică. Exemple: comunismul, nazismul.

- registrul de transparență - platformă comună a Uniunii Europene creată pentru a oferi publicului acces la informații despre entitățile și persoanele care încearcă să influențeze procesul de decizie al instituțiilor europene, cum ar fi Parlamentul European și Comisia Europeană, cu scopul de a asigura transparența activităților de lobby și a relațiilor dintre instituțiile UE și organizațiile externe (de exemplu, companii, ONG-uri, grupuri de interese).
- Registrul Memoria Lumii - proiect elaborat în 1992 de UNESCO „pentru conservarea patrimoniului documentar al umanității”.
- regiune ultraperiferică - teritoriu al Uniunii Europene, dar situat în afara continentului european.
- reglementarea nașterilor (contracepția) - proces încurajat de OMS, după 1985, pentru limitarea nașterilor în țările cu o explozie demografică rapidă, greu suportabilă de statele respective.
- reglementarea pașnică a problemelor internaționale - principiu fundamental al dreptului internațional, înscris în Carta ONU, potrivit căruia statele sunt obligate să rezolve problemele litigioase dintre ele pe cale politică, prin negocieri și nu prin amenințarea cu forța sau cu folosirea forței.
- relații diplomatice - raporturi oficiale între două state întreținute prin misiunile diplomatice ale acestora.
- relații internaționale - domeniu academic, o ramură a științelor politice, care studiază relațiile dintre actorii statali din cadrul sistemului internațional și interacțiunile lor cu actori non-statali.
- remigrație - tip de purificare etnică ce constă în întoarcerea forțată a imigranților de altă origine decât cea europeană, inclusiv a copiilor acestora, în țările de origine, indiferent de cetățenie.
- represiune financiară - utilizarea controlului guvernului pentru a restricționa activitățile politice sau sociale prin intermediul sistemului financiar sau economic și aceasta prin blocarea finanțării pentru organizații considerate o amenințare la adresa puterii sau intereselor dominante, impunerea de taxe sau amenzi excesive pentru aceste organizații sau blocarea accesului la resurse financiare pentru grupuri sau persoane care sunt considerate disidente sau opozante.
- represiune ideologică - utilizarea forței sau a intimidării pentru a controla sau elimina opiniile și gândirea care sunt considerate opuse sau periculoase pentru puterea existentă, indiferent dacă sunt sau nu legate de politică.
- represiune politică - utilizarea forței sau a intimidării pentru a controla sau elimina opoziția politică, pentru a împiedica protestele sau pentru a menține puterea unei autorități.
- reprezentare - procesul prin care cetățenii își delegă puterea și responsabilitatea de a lua decizii politice unor persoane sau grupuri alese sau desemnate pentru a acționa în numele lor, cunoscute sub numele de reprezentanți, iar sistemul în care funcționează se numește democrație reprezentativă.

- reprezentare proporțională - sistem electoral prin care strutura clasei politice reflectă ponderea diverselor clase și pături sociale ale electoratului.

- republică - formă de guvernare în care conducerea este exercitată de un organ suprem al puterii de stat sau de un președinte ales ori numit; țară, stat care are o astfel de formă de guvernământ.

- republică populară - titulatură oficială folosită de unele state actuale sau foste comuniste sau de stânga.
- republică prezidențială - formă de guvernământ în care președintele este atât șeful statului, cât și șeful executivului; vezi și sistem prezidențial.

- resortisant - persoană fizică sau juridică aparținând unui stat, unui teritoriu aflat sub administrația altui stat (care îi oferă protecție).
- responsabilitate - obligația pe care o au oficialii și instituțiile publice de a acționa în conformitate cu legile și regulamentele, de a lua decizii în interesul public și de a răspunde pentru acțiunile și deciziile lor, ceea ce implică faptul că acești oficiali pot fi trași la răspundere și sancționați dacă nu își îndeplinesc corect atribuțiile sau dacă abuzează de puterea conferită.
- reședință - sediul unei autorități sau al unei persoane oficiale; localitate sau clădire în care se află acest sediu.
- revizionism - vezi bernsteinism.
- revoltă - formă deschisă, spontană, neorganizată de rezistență, nesupunere a unor grupuri umane împotriva puterii de stat; altă denumire: răscoală.
- revoluție - transformare, într-o perioadă scurtă de timp și în profunzime, a caracterului politic, social sau cultural al unei societăți (vezi și reformă).
- revoluție industrială - proces complex de transformare calitativă a bazei tehnice a producției.
- revoluție tehnico-științifică -  proces care determină schimbări radicale în domeniul forțelor de producție, prin dezvoltarea accelerată a științei și tehnicii, prin perfecționarea proceselor tehnologice.
- rezident, ministru ~ - reprezentant diplomatic, inferior în grad unui ministru plenipotențiar sau unui ambasador.
- rezistență fără lider - strategie aplicată de mișcările de rezistență prin care grupuri mici și independente sau indivizi contestă o instituție consacrată precum o lege, un sistem economic, ordinea socială sau guvernul.
- rezoluție - hotărâre adoptată în urma unor dezbateri colective.
- rotație guvernamentală - schimbarea și restructurarea componenței guvernului unui stat prin înlocuirea sau redistribuirea membrilor unui cabinet guvernamental și a funcțiilor acestora.
- ruscism - concepție aparținând naționalismului rus, specifică regimului autoritar al lui Putin și caracterizată prin șovinism, imperialism și nostalgie pentru fosta URSS; este motivația principală pentru Invazia Rusiei în Ucraina (2022).

## S
- S14 - mișcare naționalistă radicală din Ucraina.
- "salvator național" - expresie care se referă la un lider sau o figură politică percepută ca fiind capabilă să salveze o națiune dintr-o situație critică sau dificilă; există și riscuri asociate cu centralizarea puterii și dependența excesivă de o singură persoană.
- sancțiune:

-  aprobare dată unei legi de către șeful statului, pentru a o face executorie;
- sistem de măsuri (economice, financiare, militare) cu caracter de pedeapsă, aplicat unui stat; represalii contra părții care nu respectă obligațiile luate printr-o convenție.
- satyagraha - formă de activism politic, non-violent, introdus de Mahatma Gandhi.
- schelet în dulap⁠(d) - expresie care se referă informații compromițătoare sau secrete despre un politician sau un candidat la alegeri care, dacă sunt dezvăluite, pot avea un impact negativ semnificativ asupra imaginii și reputației acestuia.
- scindare -  separare, fracționare a unei colectivități, a unei organizații etc. în grupuri sau elemente care intră în opoziție, în conflict.
- scrutin - operație electorală care constă în depunerea voturilor într-o urnă, în deschiderea urnei pentru a tria și a număra voturile, precum și în proclamarea rezultatului votării.

- scrutin de listă - mod de alegere în care, dintre candidații înscriși pe buletinul de vot, alegătorul are dreptul de a vota mai mulți candidați, potrivit numărului de deputați stabilit pentru circumscripția electorală respectivă.
- scrutin individual (sau uninominal) - votare în care pe fiecare buletin e trecut numele unui singur candidat.
- scrutin public - votare care se face prin ridicare de mâini sau prin aprobări orale.

- secesiune - procesul prin care o regiune sau o entitate subnațională își declară independența sau se separă de statul sau entitatea politică mai mare din care făcea parte anterior; vezi și autonomie.
- secretar de stat - înalt funcționar public, care nu este membru al guvernului și care asistă un ministru sau asigură administrarea autonomă a anumitor servicii.
- secretar general -  funcție de conducere a unor diferite uniuni, partide sau asociații; altă denumire: prim-secretar.
- Secretariatul General al Guvernului - organism administrativ care îl ajutã pe primul ministru în conducerea activității guvernului.
- Secretariatul Națiunilor Unite - forul executiv al Națiunilor Unite, care joacă un rol important în stabilirea agendei pentru organele deliberative și de decizie ale ONU.
- secret de stat - document sau date privitoare la problemele de bază ale vieții politice, economice, precum și ale apărării statului, a căror divulgare este interzisă prin lege.
- securitate colectivă - acord securitate, regional sau global, în care fiecare stat din sistem acceptă că securitatea unuia le privește pe toate, și sunt de acord să se alăture unui răspuns colectiv la orice amenințare.
- sediu - clădire sau loc unde își are administrația și unde își desfășoară activitatea o instituție sau o organizație.
- segregare - separarea sau discriminarea grupurilor de indivizi pe baza unor caracteristici specifice, cum ar fi rasa, etnia, religia, genul sau statutul socio-economic; implică crearea de condiții de trai, oportunități și resurse distincte pentru diferite grupuri, ceea ce duce la inegalitate și la o serie de probleme sociale și politice.

- segregare rasială - separarea fizică, socială și economică a indivizilor sau grupurilor de diferite rase în funcție de caracteristici rasiale, prin impunerea unor reguli, legi sau practici care restricționează interacțiunea, conviețuirea și accesul egal la resurse și oportunități între grupuri rasiale diferite.

- senat - camera superioară a parlamentului în regimurile democratice.
- separatism alb - formă de naționalism alb și de supremație albă care urmărește dezvoltarea economică și culturală separată pentru oamenii albi.
- separația între biserică și stat - doctrină politică și legală care pretinde că instituțiile guvernamentale și cele religioase trebuie să fie separate și independente una de cealaltă.
- sferă de influență - regiune de influență politică care înconjoară un stat, sau o regiune de influență economică din jurul unui oraș.
- sigiliu - pecete, ștampila pe a cărei față este desenată stema statului și înscrisă denumirea acestuia, și care se aplică pe un act, tratat, convenție etc.; împreună cu semnătura șefului statului sau guvernului, ori a plenipotențiarului îndrituit, conferă acestora autenticitate.
- siguranță - nume dat în trecut poliției secrete.
- siloviki⁠(d) - termen care descrie oficialii și membrii structurilor de forță și ai oligarhiei din Rusia, care includ serviciile de securitate, forțele armate, poliția și alte agenții de aplicare a legii, în special în regimul lui Putin.[3]
- sindicat - organizație a angajaților dintr-o societate comercială, înființată conform legii, al cărei scop este apărarea intereselor profesionale, economice și sociale ale membrilor ei.

- sindicat galben - sindicat care nu este independent, fiind condus din umbră de angajator în scopuri diversioniste.

- sinecură - funcție publică sau politică atribuită unei persoane, de regulă pe criterii de loialitate sau favor politic, care oferă avantaje financiare sau statut social, fără ca titularul să fie obligat să îndeplinească sarcini reale sau să demonstreze competențe specifice.[necesită citare]
- sine die - expresie latină cu sensul „fără termen”, folosită pentru a se arăta că realizarea unor acțiuni a fost amânată în viitor, fără a se preciza vreun termen oarecare în această privință.
- sionism - mișcare politică⁠(d) și socială care susține dreptul evreilor la un stat național independent în Palestina istorică.
- sistem prezidențial - formă de guvernare republicană, care îi conferă președintelui, ca șef al statului, puteri decisive în cadrul procesului politic; vezi și republică prezidențială.
- Sistemul Informațional al ONU pentru Menținerea Păcii - proiect ONU creat să ajute și să susțină echipa internațională de experți ce lucrează pentru menținerea păcii.
- sistemul partidului dominant - sistem politic în care grupurile de opoziție sau partidele politice sunt permise, dar un singur partid domină rezultatele alegerilor.
- situație de urgență - regim restrictiv al libertăților publice care se poate aplica printr-o lege pe întreg teritoriul unei țări sau pe o parte din teritoriu, caracterizat prin creșterea puterii forțelor de ordine și aceasta din cauza unui eveniment care periclitează viața, sănătatea populației sau mediul; altă denumire: stare de urgență.
- Skull and Bones - societate secretă din SUA, căreia teoriile conspirative i-a atribuit multe fapte, de la crearea bombei nucleare până la asasinarea lui Kennedy.
- slogan (politic)⁠(d) -  frază sau motto scurt și memorabil folosit de partide politice, candidați sau mișcări politice pentru a transmite un mesaj esențial și pentru a influența opinia publică.
- socialism - sistem economic, politic și social⁠(d) bazat pe dominația proprietății statului în economie și pe conducerea centralizată în toate domeniile de activitate, exercitată de partidul unic.

- socialismul secolului al XXI-lea - tip de socialism care încearcă să adapteze principiile socialiste la realitățile contemporane, în special în contextul globalizării, al crizelor economice și al schimbărilor sociale⁠(d).

- societate civilă - totalitatea organizațiilor și instituțiilor non-guvernamentale care exprimă interesele și voința cetățenilor, cât și din indivizii și organizațiile din societate independente de guvern.
- societate de consum - termen desemnând societatea contemporană din țările capitaliste dezvoltate, în care există o aparentă abundență de mărfuri, produse peste cererea consumatorului, de marile monopoluri și impuse în mod artificial printr-o reclamă comercială exagerată.
- Solidaritatea - mișcare sindicală din Polonia, care în anii '80 a constituit o importantă mișcare anticomunistă.
- spălare a creierului - vezi controlul minții.
- spectru politic - clasificare a pozițiilor politice, a ideologiilor sau a partidelor politice de-a lungul unei singure dimensiuni având la extreme extrema dreaptă și extrema stângă.
- stabilitate politică⁠(d) - starea de echilibru și continuitate a guvernării și a instituțiilor politice dintr-un stat, caracterizată prin absența unor crize politice majore, conflicte interne sau schimbări frecvente și imprevizibile ale puterii.[4]
- stare de asediu - situație a unei localități, a unei țări etc. (apărută în împrejurări excepționale), care constă în acordarea unor drepturi speciale armatei, poliției etc. și în suspendarea unor libertăți democratice.
- stare de urgență - vezi situație de urgență.
- stat - instituție suprastructurală, instrument principal de organizare politică și administrativă prin intermediul căruia se exercită funcționalitatea sistemului social și sunt reglementate relațiile dintre oameni; teritoriul și populația asupra cărora își exercită autoritatea această organizație; țară.

- stat ateu - țară în care guvernul promovează ateismul, interzicând practicarea și libertatea religioasă.
- stat de drept - stat constituțional, în care exercitarea puterii guvernamentale este constrânsă de lege.
- stat delincvent - în relațiile internaționale, termen peiorativ referitor la statele care constituie o amenințare la adresa păcii mondiale.
- stat eșuat - stat care s-a degradat într-un punct în care condițiile de bază și responsabilitățile unui guvern suveran nu mai funcționează în mod corespunzător.
- stat marionetă - entitate statală/guvernamentală care își datorează existența sprijinului unei entități mai puternice, de obicei o putere străină, care îi dictează orientarea politică.
- stat multinațional -  stat istoric care nu este etnic omogen, teritoriul acestuia conținând atât spațiile culturale, cât și spațiile lingvistice ale mai multor popoare și etnii (naționalități).
- stat neutru - stat care nu se aliază în război cu nici una dintre părțile combatante, evitând să fie atacat și ducând o politică de neutralitate.
- stat-rămășiță - entitate statală formată din resturile unui fost stat mai mare, controlând doar o mică parte din teritoriul său original, de obicei după secesiuni, anexări, ocupații sau revoluții.
- stat satelit - stat care este în mod oficial independent, dar este practic subiect al dominației unui alt stat mai puternic.
- stat socialist - stat bazat pe o formă republicană de guvernare, cu o ideologie marxistă sau marxist-leninistă.
- stat tampon - stat aflat între două superputeri rivale, a cărui existență garantează îndepărtarea primejdiei izbucnirii unui conflict între acestea.

- Statul Islamic - grupare sunită insurgentă afiliată la Al-Qaida, activă în Irak și Siria și un stat (proclamat califat) islamic.
- statut -  act sau ansamblu de dispoziții cu caracter oficial, prin care se reglementează scopul, structura și modul de funcționare al unei organizații, societăți pe acțiuni, asociații etc.; prin generalizare, lege, regulament.
- statut politic - totalitatea drepturilor și îndatoririlor prevăzute și garantate de constituție, în virtutea cărora cetățenii participă la viața politică.
- statut social - poziția indivizilor într-un grup social, a grupurilor în sistemul organizării sociale și la un anumit moment; status.
- stay-behind - denumirea generică dată unor armate secrete, celule paramilitare de elită ce au făcut parte din Războiul Rece, ce operau clandestin „în spatele liniei”, în șaisprezece țări din Europa de Vest, coordonate de NATO.
- stânga -  aripă mai radicală a unui partid, a unei școli filozofice sau tip de politică apropiată de mișcarea muncitorească, ce susține intervenția statului în mecanismul pieței și protecția socială pentru defavorizați; vezi și populism de stânga.

- stânga regresivă - termen utilizat pentru a caracteriza în mod negativ o secțiune a stângii politice, considerată regresivă din punct de vedere politic (spre deosebire de cea progresivă) prin tolerarea principiilor și ideologiilor non-liberale de dragul multiculturalismului.

- strategia colierului de perle - politică dusă de China, în scopul de a garanta securitatea rutelor de aprovizionare maritime spre Orientul Mijlociu, precum și libertatea de acțiune comercială și militară.
- sufragiu - declarație care exprimă voința sau părerea cuiva într-o alegere sau într-o adunare constituită; drept de vot.

- sufragiu universal - vezi vot universal.

- steagul roșu - simbol al stângii, fiind element principal al drapelelor naționale ale China și fosta URSS.
- Sud global - termen utilizat în domeniul relațiilor internaționale pentru a descrie țările și regiunile din emisfera sudică mai puțin dezvoltate din punct de vedere economic; vezi și Nord global.
- sufragetelor, mișcarea ~ - mișcare de emancipare a femeilor din Anglia de la începutul sec. al XX-lea, al cărei scop a fost obținerea drepturilor politice pentru femei, în principal dreptul de vot.
- superputere - stat care are capacitatea de a influența evenimentele sau își exercită puterea la scară globală, situându-se la alt nivel decât toate celelalte puteri.

- superputere emergentă - termen referitor la Brazilia, China, India, Rusia și Uniunea Europeană, care pot deveni superputeri în secolul XXI.

- suprareprezentare -  situația în care, în parlamente, în consilii locale sau în organizații politice, un anumit grup, partid sau interes politic are o reprezentare disproporționată în cadrul instituțiilor sau proceselor decizionale față de proporția sa în populație sau în contextul electoral.
- supremație albă - ideologie rasistă conform căreia oamenii albi⁠ ar fi superiori celor din alte rase și, prin urmare, ar trebui să le domine pe acestea; vezi și naționalism alb.
- suveranism:

- ideologie politică care sprijină independența politică a unei națiuni sau a unei regiuni;
- în sens restrâns, ideologie asociată cu conservatorismul eurosceptic și opusă globalismului, care pune accent pe respingerea transferului de puteri către instituțiile supranaționale, cum ar fi Uniunea Europeană, susținând că statele membre ar trebui să păstreze controlul deplin asupra politicilor economice, sociale și legislative.
- suveranitate - stribut inerent, inalienabil și indivizibil al statului, care constă în supremația puterii de stat în interiorul hotarelor sale și în independența ei în relațiile cu alte state.
- suzeranitate - formă de suveranitate incompletă, în care un stat sau o entitate politică se află sub controlul sau influența unui alt stat mai puternic, numit suzeran.
- Svobodní - partid politic fondat în Cehia în 2009, clasic liberal și de dreapta-libertarian, eurosceptic.

## Ș
- șef de cabinet - funcționar însărcinat cu pregătirea lucrărilor unui conducător de mare instituție; vezi și cabinet.
- șovinism asistențial - atitudinea prin care ajutorul social și serviciile de asistență sunt acordate selectiv doar anumitor grupuri de oameni, pe baza unor criterii naționaliste sau etnice; este o formă de naționalism economic și o discriminare bazată pe cetățenie.
- științe politice - domeniu al științelor sociale care analizează activitățile, teoriile și comportamentele politice; vezi și politologie.

## T
- Tabăra Națională Radicală - denumire a unor organizații de extremă-dreapta din Polonia ale căror doctrine își au originea în fascismul interbelic.
- tabără - grup de oameni opus altui grup; grupare, asociație care luptă pentru o anumită cauză.
- tactica salamului[7] - eliminarea treptată a adversarilor și opozanților, fără a atrage atenția; vezi și: pașilor mărunți, tactica ~.
- teatru de gherilă -  formă de exprimare artistică și activism care utilizează instrumentele teatrale pentru a aborda și a aduce în atenție problemele politice, sociale și culturale.
- tehnocrație - forma de guvernare prin care puterea de decizie la nivel executiv aparține tehnicienilor și oamenilor de știință, numiți tehnocrați.
- teocrație - formă de guvernare în care șeful statului, fiind și liderul suprem religios, avea întreaga putere, considerată de origine divină, iar preoțimea deținea și puterea laică; stat cu o astfel de formă de guvernământ.
- teoria dominoului - teorie susținută de guvernele SUA din timpul Războiului Rece, conform căreia, dacă un stat din Indochina va intra sub influența comunismului și țările din jur ar urma să cadă sub influența acestuia.
- teoria genocidului alb - convingere supremațistă conform căreia există un plan, deseori atribuit evreilor, prin care se promovează metisarea raselor, imigrație masivă a persoanelor de altă origine decât cea europeană, cu scopul de a asigura dispariția albilor.
- teoria înlocuirii - vezi marea înlocuire.
- teoria potcoavei⁠(en)[traduceți] - concepție ce sugerează că extrema stângă și extrema dreaptă (comunism/fascism) , deși antagoniste la prima vedere, sunt apropiate prin modelele represive pe care le reprezintă.
- teorie conspirativă - ipoteză neverificată avansată de un individ sau un grup de indivizi, cu scopul de a comunica o informație drept veridică, demascând o conspirație care ar ascunde acest presupus adevăr.

- teorii ale conspirației masonice - teorii conspirative în care este implicată francmasoneria.

- terorism - utilizarea violenței și a intimidării pentru a se obține avantaje politice sau pentru a se crea un climat de insecuritate.

- terorism islamist - denumire generică pentru atentatele teroriste, comise de mișcări care pretind a fi islamiste.

- tigru de hârtie⁠(d) - termen care descrie o țară sau o entitate politică care, deși pare puternică și influentă, este în realitate slabă și ineficientă.
- tokenism - termen  care desemnează o politică și practică socială de a efectua gesturi simbolice, chiar ostentative, pentru incluziunea membrilor grupurilor minoritare în cadrul celui majoritar, pentru a se evita acuzațiile de discriminare.
- totalitarism - regim politic în care puterea aparține unei persoane sau unui grup mic de persoane (vezi și dictatură).
- tradiționalism - orientare social-politică și culturală îndreptată spre considerarea nediferențiată, necritică a valorilor tradiției; atașament (exagerat) față de tradiție.
- transparență - atitudine a unui organism (de stat), a unui partid, sau a unei persoane care presupune prezentarea obiectivă a informațiilor de interes general, indiferent de implicațiile acestora.

- transparență instituțională - disponibilitatea și deschiderea instituțiilor publice de a oferi acces liber la informațiile privind activitățile, deciziile, politicile și procesele lor, concept esențial într-o democrație funcțională, deoarece permite cetățenilor să înțeleagă și să evalueze modul în care sunt gestionate resursele publice și cum sunt luate deciziile care îi afectează.
- transparență radicală - practica de a face publice în mod deschis⁠(d) și accesibil toate informațiile și procesele decizionale ale guvernului sau ale instituțiilor publice, inclusiv cele care erau anterior confidențiale, cu scopul de a promova responsabilitatea, de a crește încrederea publicului și de a permite cetățenilor să aibă acces deplin la informațiile care le afectează viața.

- traseism (politic) - fenomen politic care constă în schimbarea de către un politician a partidului politic care l-a propulsat într-o funcție.
- tratat - înțelegere scrisă între două sau mai multe state prin care se stabilesc anumite relații reciproce (exemple: Tratatul de la Trianon, Tratatul de la Maastricht, Tratatul de la București (1812)).
- tratat bilateral - tratat semnat între două state.
- tratative - schimb de opinii între două părți în scopul ajungerii la un acord.
- Tribunalul Penal Internațional - vezi Curtea Penală Internațională.
- tutelă - administrare, control etc. exercitate asupra unei instituții, organizații etc. aflate în subordine, asupra unui teritoriu dependent etc.

- tutelă internațională - sistem de administrare a unor teritorii dependente care înlocuiește sistemul teritoriilor sub mandat.

## U
- ultimatum - comunicare cuprinzând condițiile irevocabile pe care o putere, un stat le adresează altuia, în vederea rezolvării unei situații litigioase de care depind relațiile lor, al cărui refuz antrenează luarea unor măsuri de constrângere.
- umbrelă nucleară -  situația în care o țară sau un grup de țări oferă protecție nucleară unei alte țări în cazul unui atac cu arme nucleare asupra acesteia din urmă.
- UNESCO - vezi Organizația Națiunilor Unite pentru Educație, Știință și Cultură.
- UNICEF - vezi Fondul Internațional pentru Urgențe ale Copiilor al Națiunilor Unite.
- Uniunea Europeană - comunitate de 28 de state, reunite în jurul unor valori politice, economice, sociale și culturale comune.
- uniune personală - asociație între state, legate între ele doar prin persoana șefului de stat.
- uniune vamală - acord între state, prin care se anulează frontiera vamală dintre acestea.
- UNRWA - agenție de ajutorare care susține milioanele de refugiați palestinieni și urmași ai acestora care au fugit sau au fost alungați din casele lor în timpul războiului din 1948, ori au fugit sau au fost alungați în timpul și ca urmare a Războiului de Șase Zile din 1967.
- UN Women - agenție a ONU, creată cu scopul de a promova egalitatea și emanciparea femeilor peste tot în lume; vezi și Convenția privind eliminarea tuturor formelor de discriminare împotriva femeilor.
- utopie - ideal, proiect privind o societate perfectă, dar care nu se poate realiza în condițiile existente.
- uzurpator - persoană care își însușește în mod fraudulos un drept, o calitate, puterea de stat etc.

## V
- valiză diplomatică - modalitate de transport a corespondenței și actelor diplomatice care sunt transportate dintr-o țară în alta, fiind scutite de control vamal.
- veto:

- dreptul șefului statului de a nu da curs unui proiect de lege votat de parlament;
- (în organizațiile internaționale) dreptul unui membru de a se opune adoptării unei hotărâri.
- viceprimar - oficial ales sau numit care asistă primarul în conducerea administrației locale și, în absența acestuia, poate prelua atribuțiile și responsabilitățile primarului.
- vid de putere - situație în care autoritatea și controlul politic sunt slăbite sau absente, ceea ce creează un gol în structura de conducere a unei țări, regiuni sau organizații și având drept cauză: căderea unui guvern, conflicte politice interne, tranziția de putere sau colapsul instituțiilor statului.
- violență de stat - folosirea autorității guvernamentale legitime pentru a provoca vătămări și suferințe inutile unor grupuri, indivizi și state.
- voluntariat - activitate desfășurată în folosul altor persoane sau al societății fără a urmări un câștig material.
- vot - exprimare a opiniei cetățenilor unui stat în legătură cu alegerea reprezentanților lor în organele de conducere; opinie exprimată de membrii unei adunări constituite în legătură cu o candidatură, cu o propunere sau cu o hotărâre; adeziune dată în acest scop.

- vot alb - vezi vot de protest.
- vot cu bile - formă de vot secret prin care votantul își exprimă opțiunea cu ajutorul a două bile, introducând bila albă în urna albă și bila neagră în urna neagră pentru vot pozitiv sau invers pentru vot negativ.
- vot de încredere (sau de neîncredere) - vot prin care parlamentul aprobă (sau respinge) politica guvernului ori un act al acestuia.
- vot de protest - vot exprimat în alegerile electorale pentru a demonstra nesatisfacția alegătorului cu privire la alegerea candidaților sau refuzul sistemului politic; alte denumiri: vot nul, vot alb; vezi și abținere.
- vot electronic - vezi vot prin Internet.
- vot nul - vezi vot de protest.
- vot obligatoriu - sistem electoral în care cetățenilor li se impune prin lege participarea la alegeri.
- vot plural - sistem electoral în care un individ are dreptul de a vota de mai multe ori într-o singură alegere; considerat nedemocratic, a fost abolit în majoritatea sistemelor electorale moderne.
- vot preferențial - sistem de vot în care alegătorii, în loc să voteze un singur candidat, creează un clasament al candidaților.
- vot prin Internet (sau vot electronic) - sistem electoral care utilizează un dispozitiv electronic conectat la Internet pentru a înregistra, număra sau transmite voturile.
- vot uninominal majoritar cu două tururi - sistem de vot majoritar uninominal, care implică alegerea în două tururi a unui candidat.
- vot universal - drept de vot acordat tuturor cetățenilor majori și cu discernământ; altă denumire: sufragiu universal.

## W
- web-brigadă - grup de utilizatori ai rețelei informatice internaționale, contributori sau hackeri, care intervin pe rețea pentru a promova un punct de vedere, a apăra o cauză ideologică, politică, a șterge datele care nu le convin și a distruge saiturile sau contribuțiile contradictorilor.
- Weltpolitik - numele politicii germane  imperialiste adoptate de Imperiul German în timpul domniei lui Wilhelm al II-lea, al cărei obiectiv era transformarea Germaniei într-o putere globală.
- White Power - vezi White Pride.
- White Pride - expresie rasistă utilizată de organizațiile asociate naționalismului alb, separatismului alb, neonazismului și supremațismului; altă denumire: White Power.
- woke - mișcare socială și culturală, asociată unor convingeri progresiste (egalitatea de șanse, drepturile minorităților, diversitatea culturală) care pune accent pe lupta împotriva inegalităților sociale, în special cele legate de rasă și de gen.
- World Digital Library - bibliotecă digitală aflată sub egida UNESCO și a Bibliotecii Congresului SUA.

## X
- xenofobie - atitudine de ură și respingere față de ceea ce este străin.

## Z
- Ziua Internațională Anticorupție - ziua de 9 decembrie, inițiată în 2003 prin „Convenția Organizației Națiunilor Unite împotriva Corupției”.
- Ziua Internatională a Copilului - zi sărbătorită anual pe 1 iunie pentru a promova necesitatea apărării drepturilor copilului.
- Ziua Internațională a Păcii - ziua de 21 septembrie, dedicată păcii și în special absenței războiului și a violenței.
- Ziua internațională a prieteniei - zi proclamată de Adunarea Generală a ONU, cu scopul promovării unor relații de prietenie între persoane din diverse țări.
- Ziua Internațională a Toleranței - ziua de 16 noiembrie, sărbătoare anuală declarată de Organizația Națiunilor Unite în 1995 pentru conștientizarea pericolelor intoleranței.
- Ziua Națiunilor Unite - ziua de 24 octombrie, proclamată de Adunarea Generală a ONU.
- zonă de excludere - zonă geografică sau un teritoriu, de obicei declarată de guvern sau de autoritatea locală, în care accesul este restricționat sau interzis din motive de securitate.
- zonă-tampon - zonă de protecție dintre două state, având ca scop evitarea conflictelor directe.
- zoon politikon - vezi animal politic.
- Zorii Aurii - partid politic ultranaționalist din Grecia, înființat în 1993.